# Жульєтта Рекам'є
Жанна Франсуа́за Жулі́ Аделаї́да Берна́р (фр. Jeanne Françoise Julie Adélaïde Bernard фр.: [ʒan fʁɑ̃swaz ʒyli adela.id ʁekamje]), у шлюбі Мадам Жак Рекам'є́ (Madame Jacques Récamier), більш відома як Жульєтта (Juliette фр.: [ʒyljɛt]) чи Жулі Рекам'є́ (JulietteRécamier, Julie Récamier; 3 грудня 1777, Ліон — 11 травня 1849, Париж) — французька письменниця, господиня паризького салону, де з часів Директорії до періоду Липневої монархії збиралися найвизначніші представники світу політики, літератури й мистецтва.

## Біографія

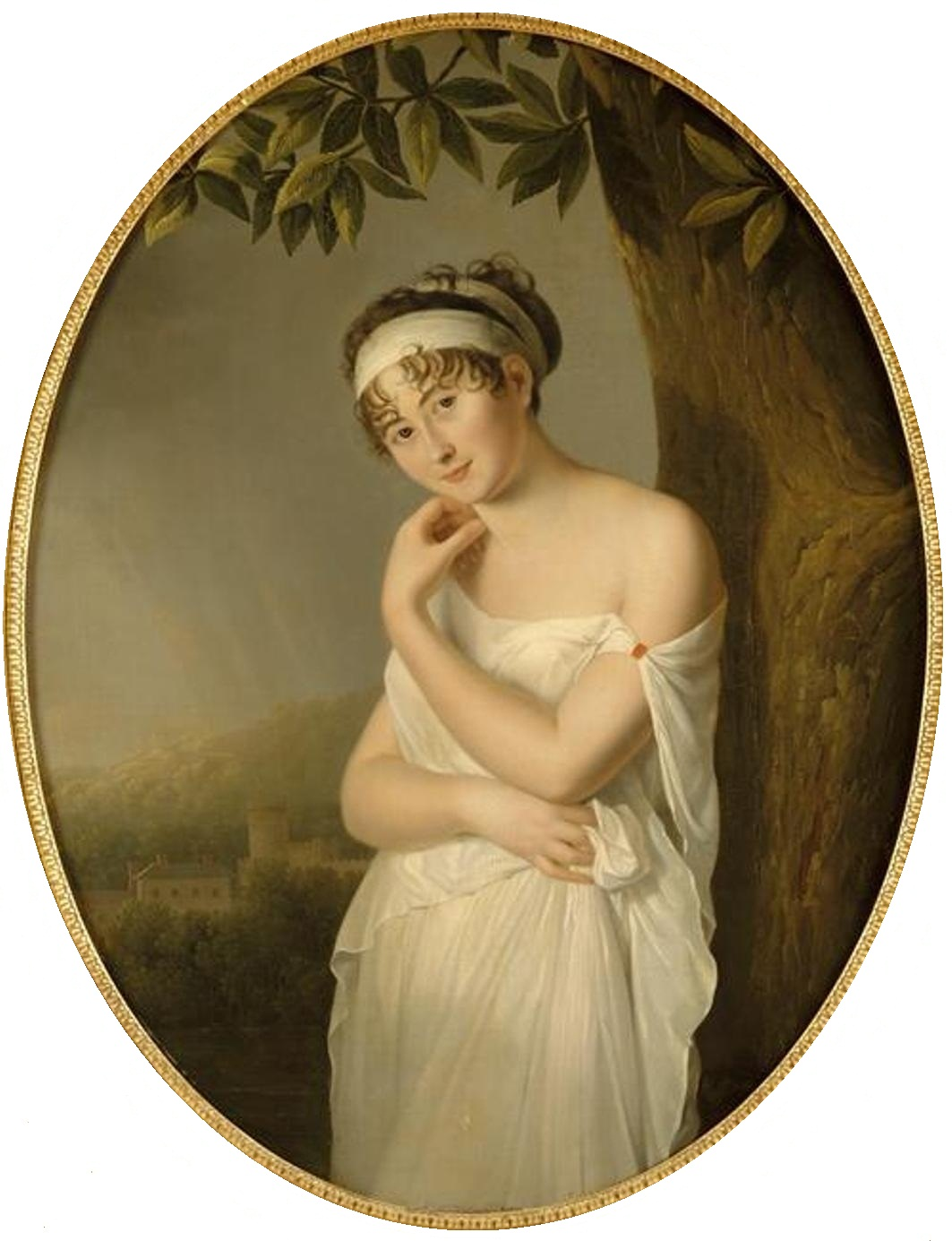
Мадам Рекам'є Елалі Морен (1765—1837), бл. 1798 р., Національний музей замку Версаля і Тріанона.

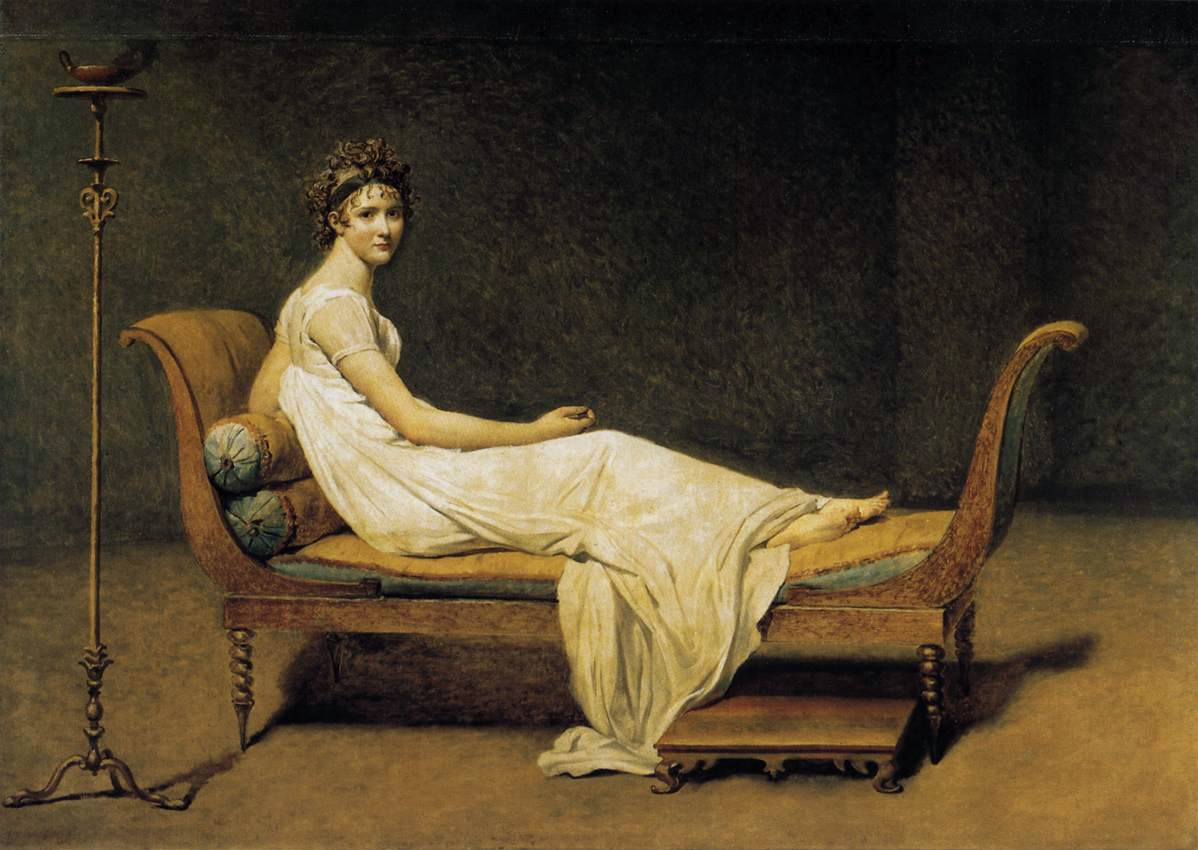
Портрет мадам Рекам'є, картина Ж.-Л. Давіда, 1800 р., Лувр, Париж.

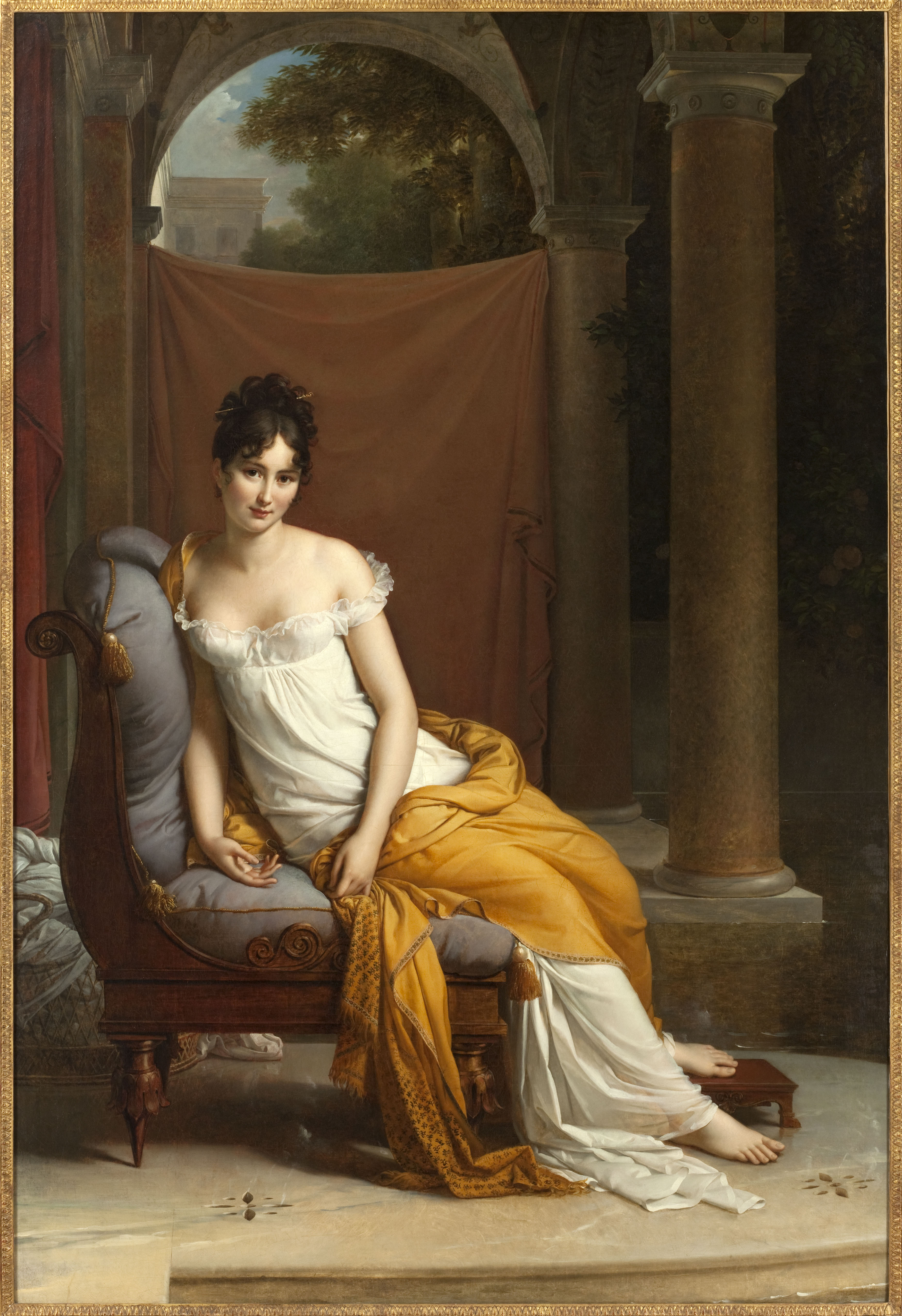
Портрет мадам Рекам'є, картина Ф. Жерара, 1805 р., музей Карнавале, Париж.

### Ранні роки
Жулі Бернар народилася 3 грудня 1777 року в Ліоні, на вулиці де ла Каж (rue de la Cage), там само й виросла, у заможній родині. Її батько Жан Бернар був королівським нотаріусом. Призначений Ш. А. Калонном головним бухгалтером скарбниці, він 1786 року оселяється у Парижі, потім стає адміністратором пошт. Заарештований і ув'язнений під час Консульства за підозрою в зв'язках з роялістами. За клопотанням Жулі генерал Бернадот добився звільнення Жана Бернара, але він позбувся своєї посади. Мати, Марі-Жулі Маттон, походила із заможної ліонської родини, була кокетливою і розумною жінкою.
Жулі, віддана в пансіон ліонського Монастиря де ла Дезерт (Couvent de la Déserte), приїздить у Париж до батьків тільки в 1787 році. 24 квітня 1793 (5 флореаля I року за революційним календарем), у віці 15 років і в розпал Терору, вона одружується з другом батьків Жаком-Розом Рекам'є, багатим банкіром ліонського походження, що також приїхав до Парижа незадовго перед Революцією. Шлюбний контракт підписаний у метра Жана-Франсуа Кабаль-Кастеля, нотаріуса Парижа, 11 квітня. Жулі перебувала з Жаком Рекам'є в ніжних і платонічних стосунках: існує припущення, що вона була його незаконнонародженою дочкою.

### Світське життя і слава в Європі

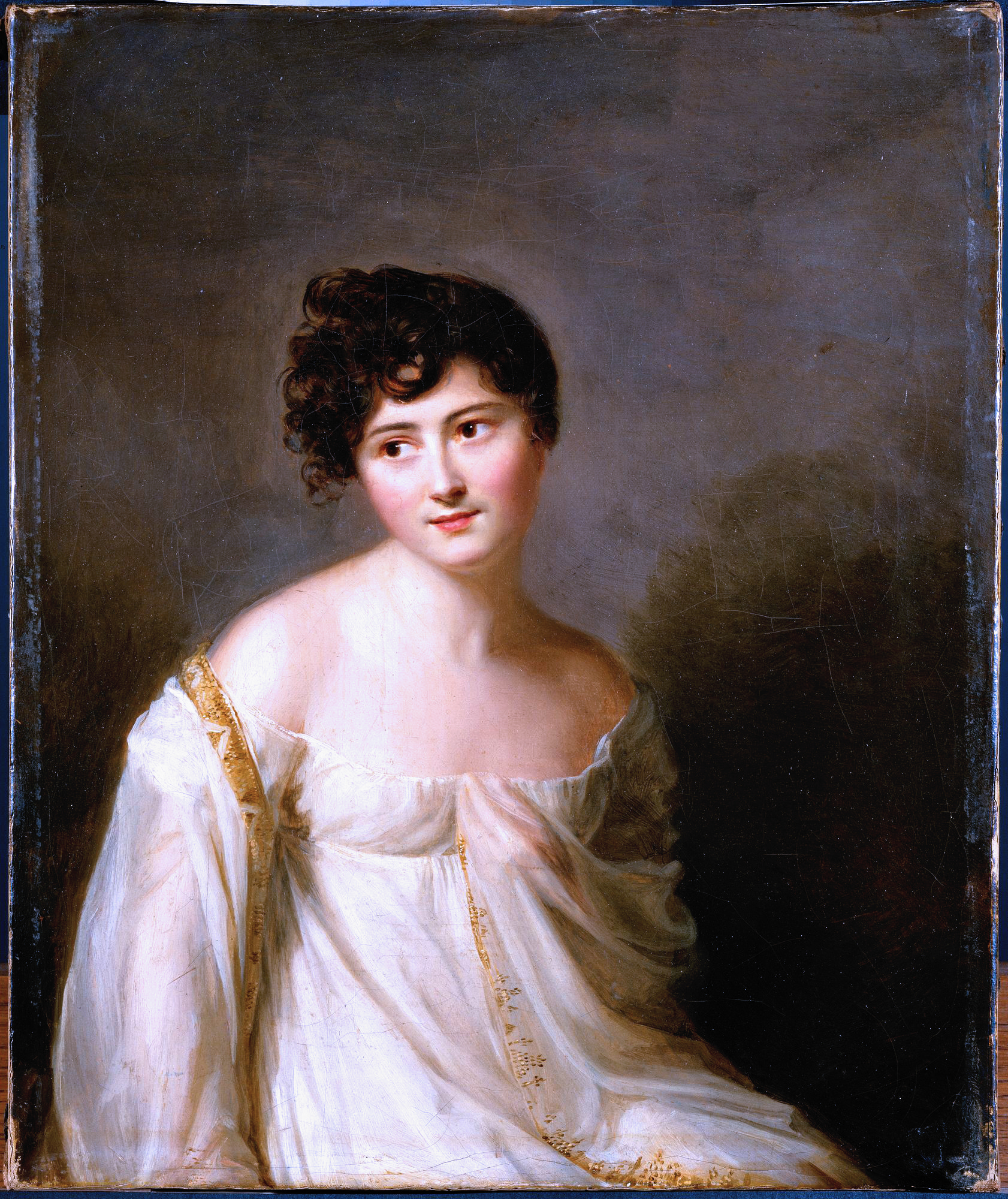
Портрет Жульєтти Рекам'є Фірмен Массо, 1807 р., Музей красних мистецтв, Ліон.

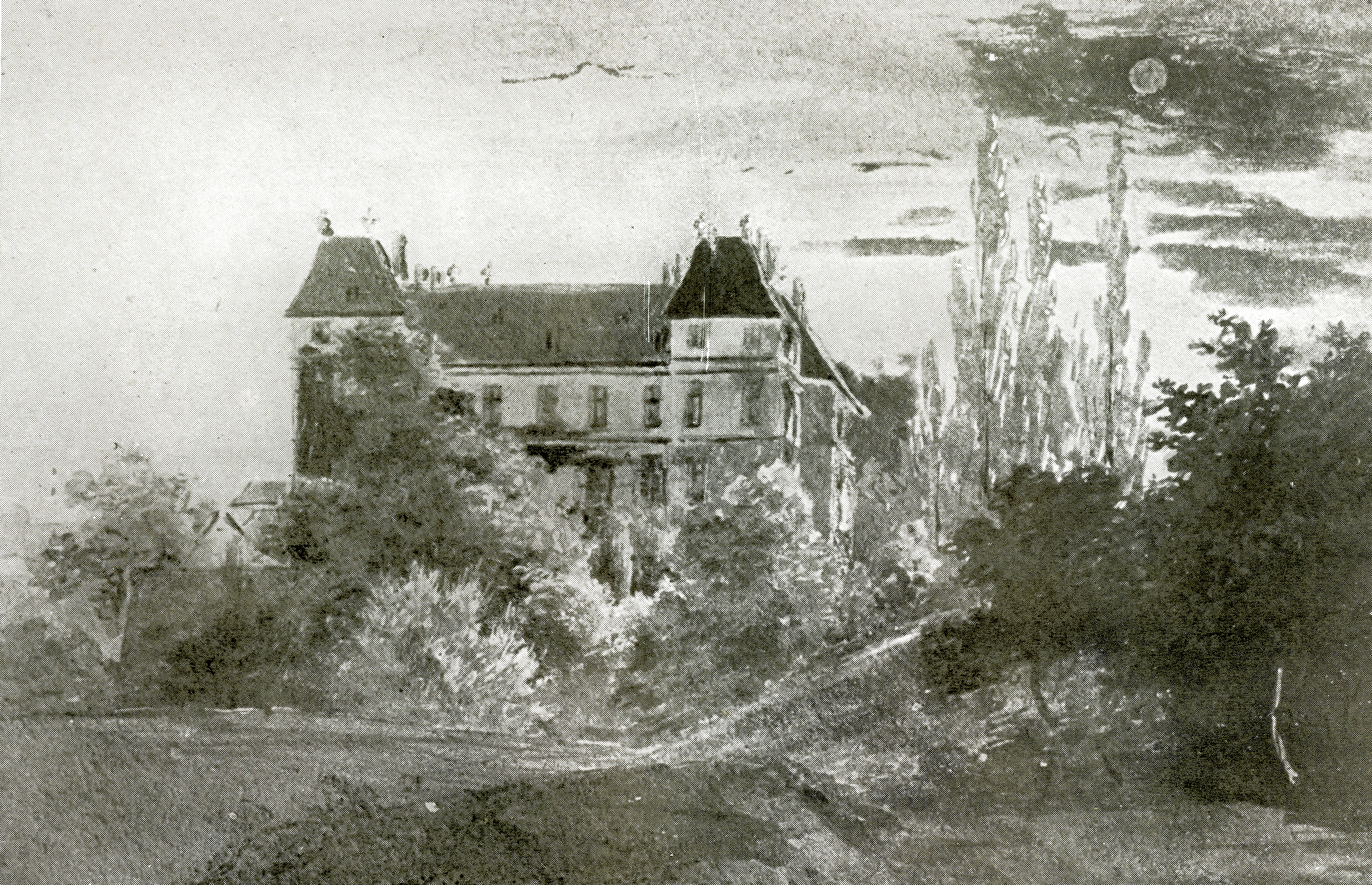
Замок Коппе у місячному світлі. У 1807 р. Жульєтта Рекам'є зустрічалася в замку Коппе з принцом Прусським. Папери і листування мадам Рекам'є, Національна бібліотека Франції

З 1797 року 19-річна Жульєтта Рекам'є починає вести світське життя, влаштувавши салон, що незабаром стає місцем зустрічі вибраного суспільства. Врода і чарівливість господині, однієї з «Трьох Грацій» Директорії, разом з Жозефіною Богарне і мадам Талльєн, принесли салону масу шанувальників. Частина особняка на вулиці Монблан (особняк Жака Неккера, зараз вулиця Шосе-д'Антен), придбаного у жовтні 1798 і багато прикрашеного архітектором Л.-М. Берто, додала престижу салону. Жульєтта Рекам'є стала однією з перших, хто придбав меблі в «етрусському» стилі і став одягатися «по-грецькому». Вплив мадам Рекам'є помітний у поширенні смаків на античний манір, що стали переважати в часи Імперії. Особняк Рекам'є набув слави паризької визначної пам'ятки, яку мали відвідати всі значні провінціали і іноземці. 1800 рік був вершиною фінансової могутності Жака Рекам'є: він став директором Банку Франції.
Але положення мадам Рекам'є через це незабаром погіршилося. Будучи подругою мадам де Сталь, вона стала ключовою фігурою опозиції наполеонівському режиму. Прийоми в її салоні, чию роль у політичному і інтелектуальному житті епохи не можна було нехтувати, були заборонені офіційним наказом Наполеона. Мадам де Сталь, Адрієн де Монморансі й Матьє де Монморансі-Лаваль, що були близькими до Рекам'є і завсідниками її салону, опинилися у вигнанні з Парижа. Коли Наполеон став імператором, вона чотири рази відмовилася від місця дами при його дворі. Фінансова скрута вимусила подружжя Рекам'є спочатку зменшити витрати, потім продати особняк на вулиці Монблан. Окрім цих мінливостей долі її життя затьмарили й особисті події: смерть матері в 1807 році, кохання і розрив з принцом Августом Прусським, з яким вона зустрілася під час перебування в замку Коппе в мадам де Сталь. Через своє неприхильне ставлення до Наполеона мадам Рекам'є скоро опинилася у вигнанні: наказом імперської поліції їй було приписано залишити Париж.

### Вигнання і повернення в Париж
Перебувши з вересня 1811 по червень 1812 р. в Шалоні-на-Марні з Марі Жозефіною Сівок (Marie Joséphine Cyvoct), внучатою племінницею чоловіка, що недавно осиротіла і стала її прийомною дочкою, Жульєтта Рекам'є оселяється в Ліоні. Там вона знаходить Камілла Жордана, свого старого друга, з яким була знайома з 1797 року і якого познайомила з П'єром-Сімоном Балланшем. У березні 1813 року вона від'їздить до Італії. У Римі Рекам'є поступово знову починає громадське життя, саме тоді Антоніо Канова створює її погруддя. Запрошена до Неаполя королем Мюратом і королевою Кароліною, в квітні 1814 вона дізнається про зречення Наполеона.
По поверненні до Парижа 1 червня 1814 р. після трьох років вигнання вона знову зустрічається зі своїми друзями, а також з Бенжаменом Констаном, колишнім коханцем мадам де Сталь. Жульєтта Рекам'є поновлює світські прийоми, приймає французьких і іноземних осіб різних поглядів, але вимагає, щоб запрошені суворо додержувалися в неї політичної нейтральності. Її салон набуває дедалі літературної спрямованості. У 1817 році стається її зустріч з Шатобріаном, письменник стає одним із завсідників її будинку номер 31 на вулиці Анжу-Сент-Оноре, який довелося продати в 1819 році внаслідок нових поворотів долі чоловіка.

### В абатстві Обуа
Жульєтта Рекам'є оселяється в паризькому абатстві Обуа, жіночому монастирі, де монахині здавали внайми приміщення дамам з вищого суспільства. Спочатку вона займає невелику площу з двох кімнат і коридора на третьому поверсі, на 1825 рік їй вдається винаймити більш просторе приміщення на першому.
Протягом понад 20 років її прийоми (на яких часто головує Шатобріан) збирають найвидатніших умів епохи, серед них: Віктор Кузен, Сен-Марк Жирарден, Едгар Кіне, Алексіс де Токвіль, молоді письменники Альфонс де Ламартін, Шарль-Оґюстен де Сент-Бев, Оноре де Бальзак, художники і скульптори Франсуа Жерар, Жозеф Шинар, Антоніо Канова, актори Франсуа-Жозеф Тальма і Рашель та ін.
У 1823—1824 роках, під час перебування в Італії в товаристві племінниці Амелі Сівок, Балланша і Жана-Жака Ампера, вона знову створює гурток художників і письменників. Її особисте життя в цей період позначається такими подіями: шлюб у 1826 році прийомної дочки Амелі Сівок, що стала мадам Шарль Ленорман, смерть батька в 1829 і чоловіка в 1830 році.

Абатство Обуа, місце останніх світських прийомів мадам Рекам'є
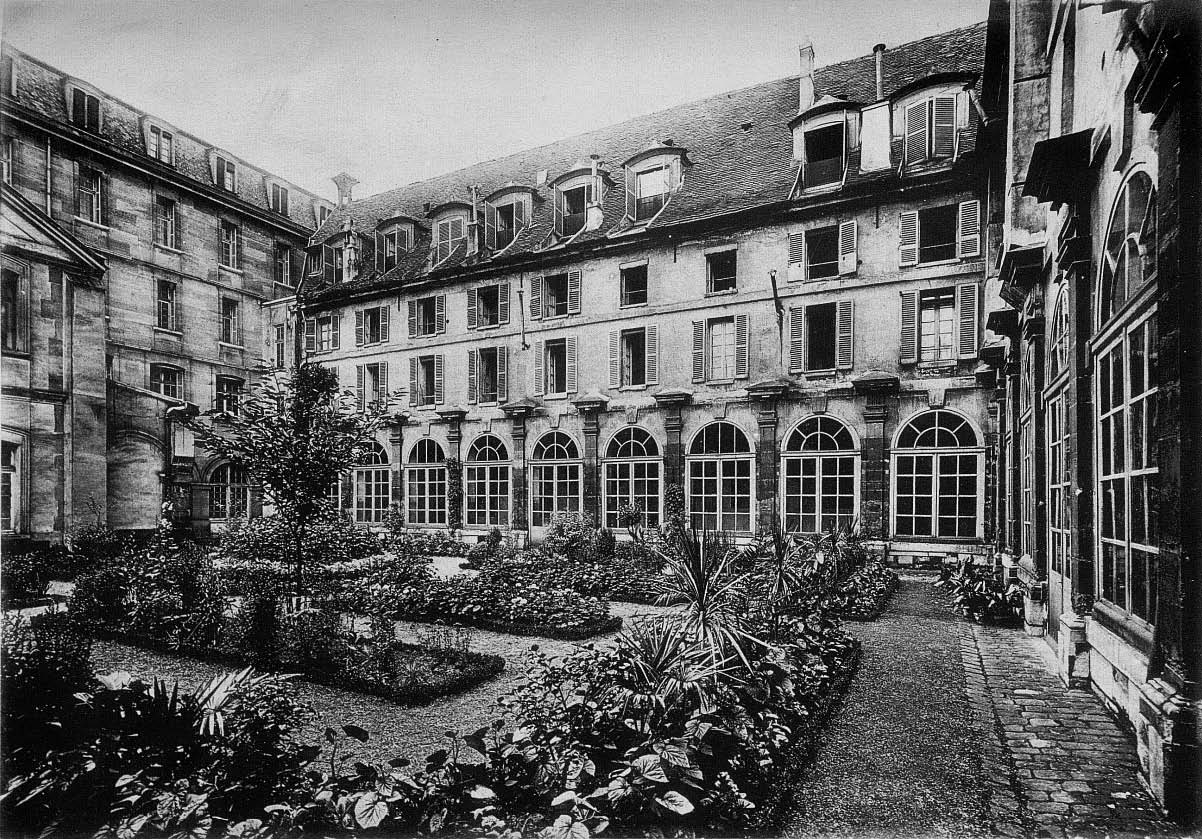
Фотографія абатства 1905 року, перед його руйнуванням.
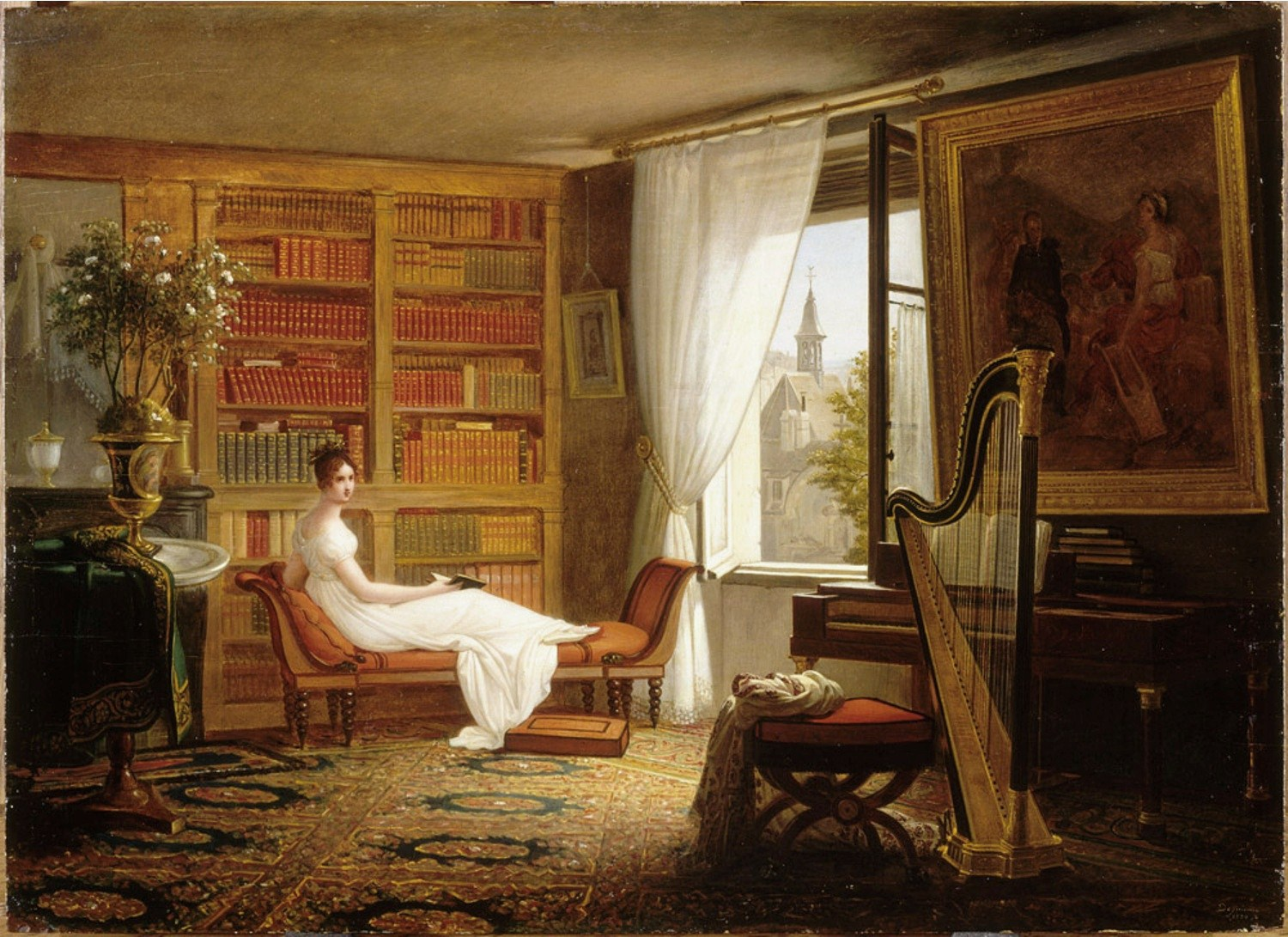
Франсуа-Луї Дежуїн, Кімната мадам Рекам'є в абатстві Обуа (1826), Лувр, Париж.
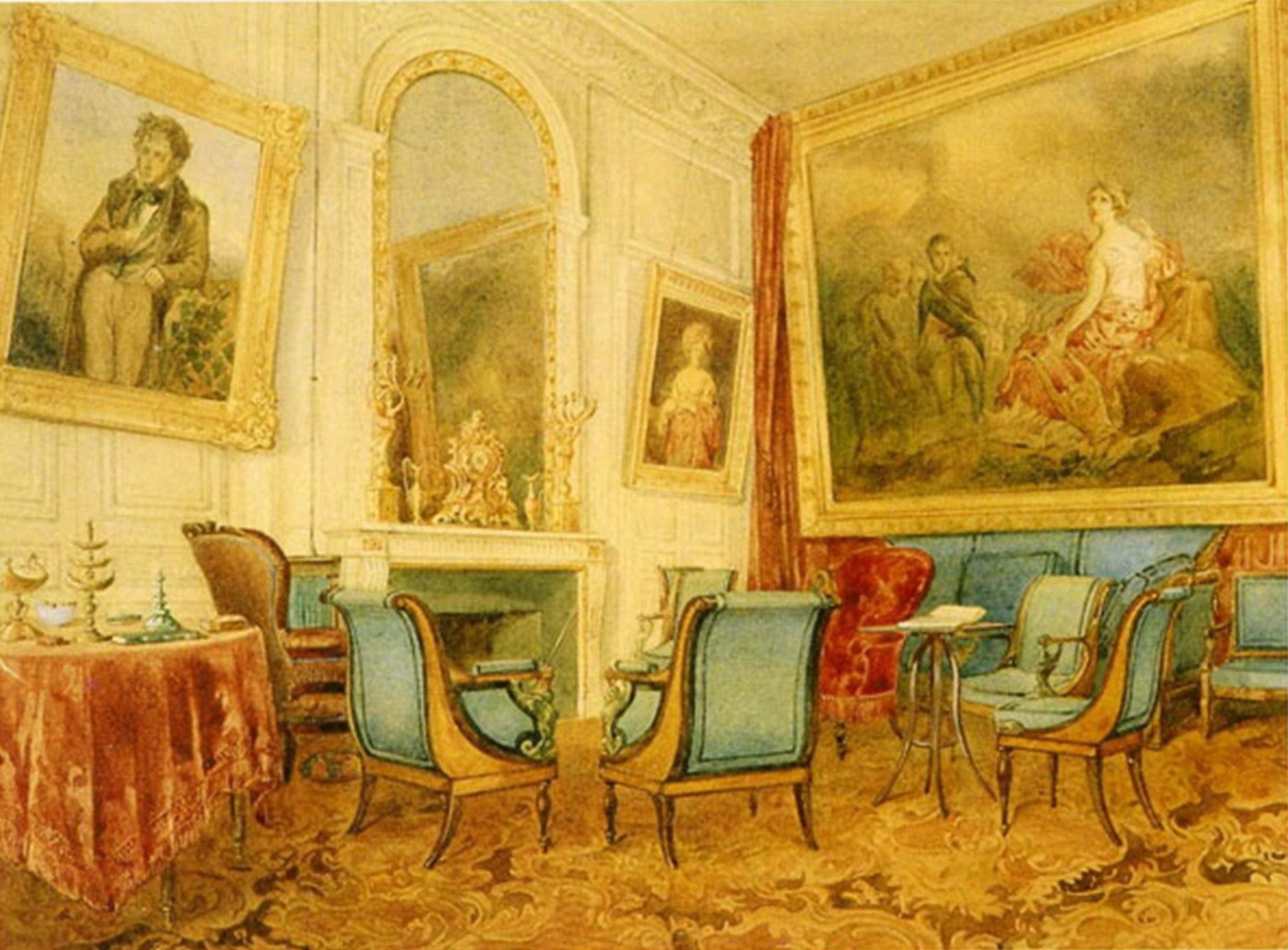
Огюст Габріель Тудуз, Салон мадам Рекам'є в абатстві Обуа (1849), місцезнаходження невідоме.

### Останні роки

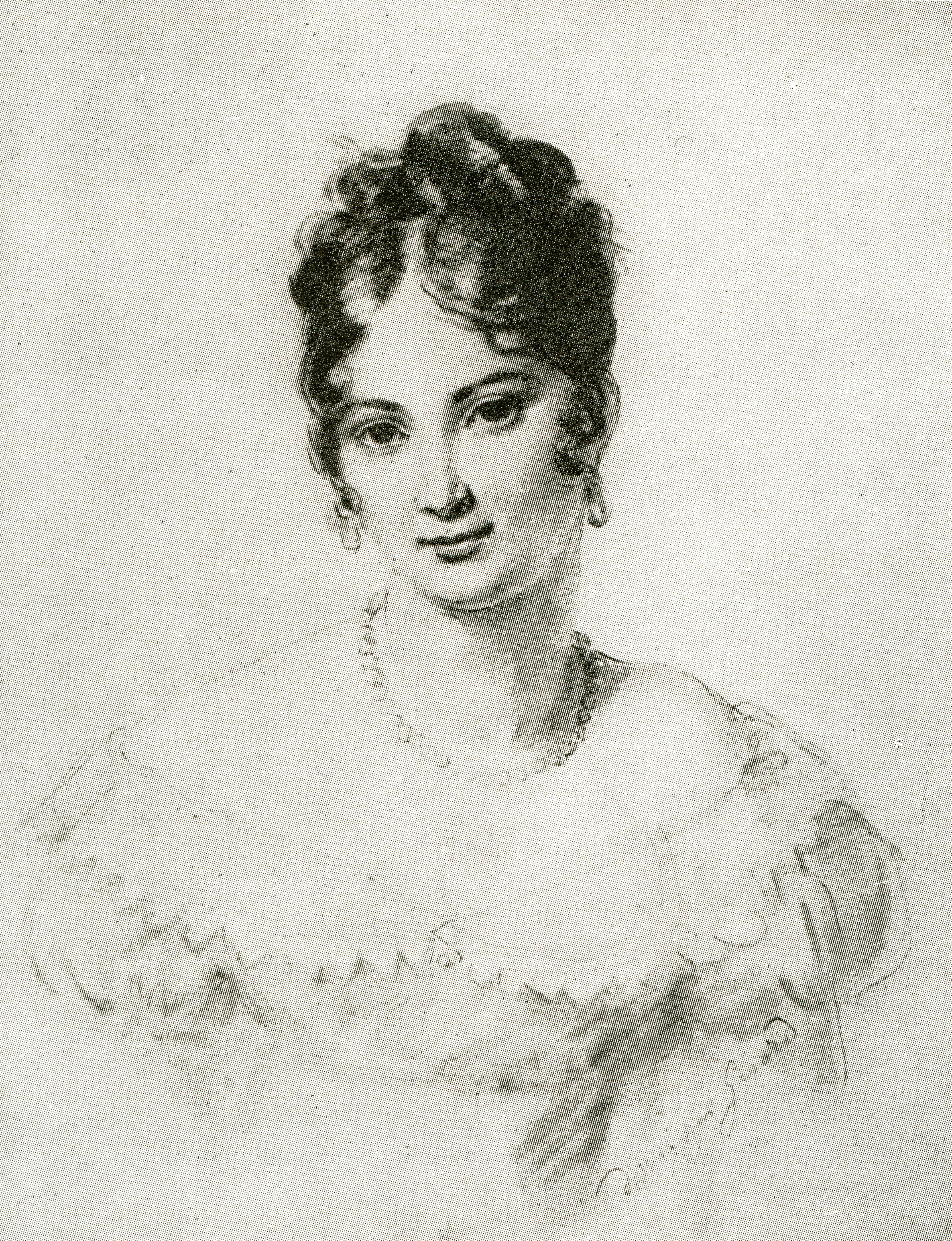
Жульєтта Рекам'є, Франсуа Жерар, 1805.

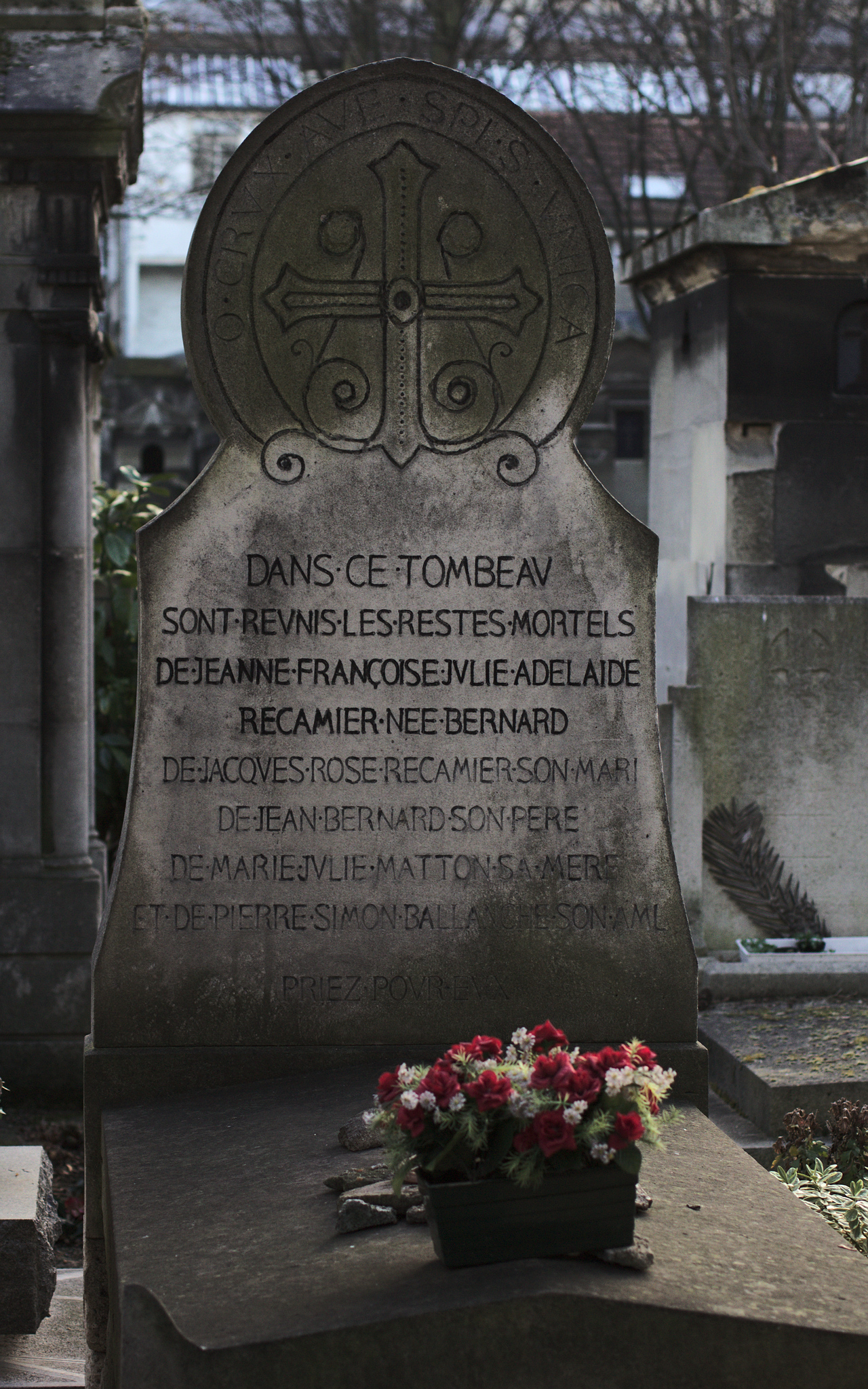
Могила мадам Рекам'є і її родини, Париж, цвинтар Монмартр.

З 1840 року здоров'я Жульєтти Рекам'є погіршується. Вона веде життя дедалі більш замкнуте, але продовжує часто приймати Шатобріана. Один з останніх значних вечерів, який вона організує в абатстві Обуа з допомогою акторки Рашель, проведений у добродійних цілях: зібрати кошти для постраждалих від поводі в Ліоні. Маючи катаракту, вона переносить дві безуспішні операції і майже сліпне. Рекам'є переживає смерть своїх дорогих друзів: принца Августа Прусського в 1843 р., П'єра-Сімона Балланша в 1847, а 4 липня 1848 р. в неї на руках помирає Шатобріан.
Квартал вулиці де Севр був зачіплений під час епідемії холери 1849 року. Мадам Рекам'є залишила абатство Обуа, прямуючи до своєї внучатої племінниці Амелі Ленорман, яка жила з чоловіком Шарлем Ленорманом в Національній бібліотеці на вулиці Пті-Шан біля Пале-Рояль. Застигнута хворобою, там вона помирає 11 травня 1849 р. у віці 71 року. Похована на цвинтарі Монмартр, в одному похованні з батьками, чоловіком і своїм старим другом П'єром-Сімоном Балланшем.
Її племінниця і прийомна дочка Амелі Ленорман написала її біографію, видану 1859 року. Там опублікована частина обсяжного листування мадам Рекам'є. Частково ці листи зберігаються зараз у відділі рукописів Національної бібліотеки.

## Жульєтта Рекам'є в мистецтві

### Живопис
Картина, що зображує мадам Рекам'є оголеною на отоманці, зараз виставлена в замку-музею міста Булонь-сюр-Мер. Подарована музею в 1916 році булонським меценатом Шарлем Лебо, вона приписується Жаку-Луї Давіду чи комусь з його учнів. Проте риси обличчя мало нагадують портрет мадам Рекам'є. Якщо це насправді її зображення, то припускають, що «дама такого рангу ніколи не позувала б оголеною, та ще з брудними ступнями. Це мала бути помста художника за картину, від якої зображена відмовилася!». З іншого боку, Жак-Луї Давід не був у добрих стосунках з Жульєттою Рекам'є внаслідок неприйнятого нею замовлення, за низкою причин, зокрема, тому що вона знайшла художника надто повільним і просила написати свій портрет одному з його учнів. Роздратований митець сказав: «Мадам, дами мають свої примхи, художники свої. Дозвольте мені задовольнити свою, я зберігатиму Ваш портрет у тому стані, в якому він перебуває».

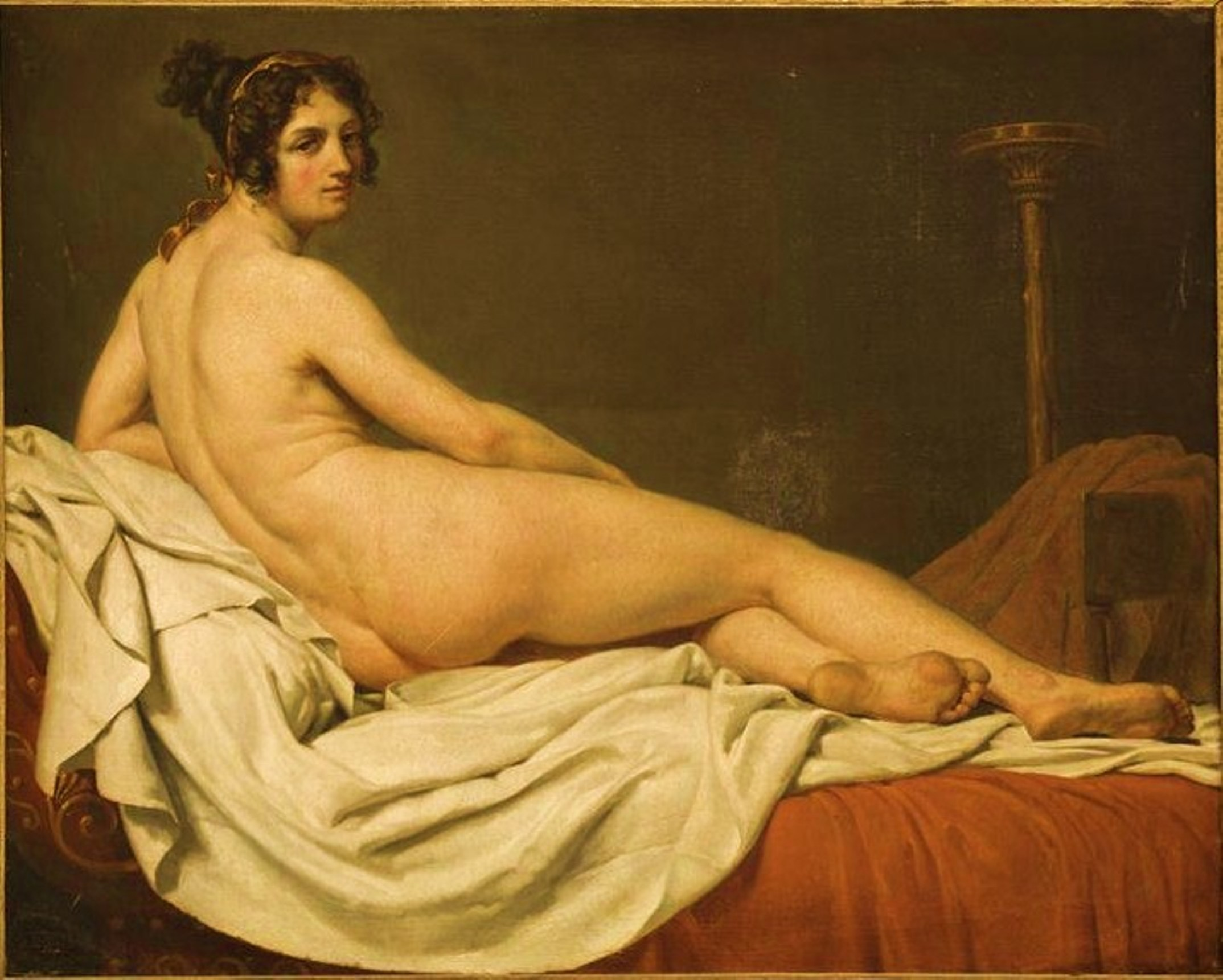
Здогадний портрет Жульєтти Рекам'є, приписуваний Жаку-Луї Давіду чи одному з його учнів, зібрання замку-музею Булонь-сюр-Мер

### Ескізи
У 1829 років, майже 29 років після виконання знаменитого портрета, Франсуа Жерар виконав малюнок Жульєтти Рекам'є чорним олівцем з розтушуванням і відтіненням аквареллю. Малюнок перебував у збірці Александра Жерара, брата художника, потім перейшов до його нащадків. У березні 2017 р. власники виставили малюнок на аукціон.
Другий варіант малюнка, з більшим використанням розтушування, зберігався в самої Жульєтти, потім перейшов до її племінниці Амелі Ленорман.

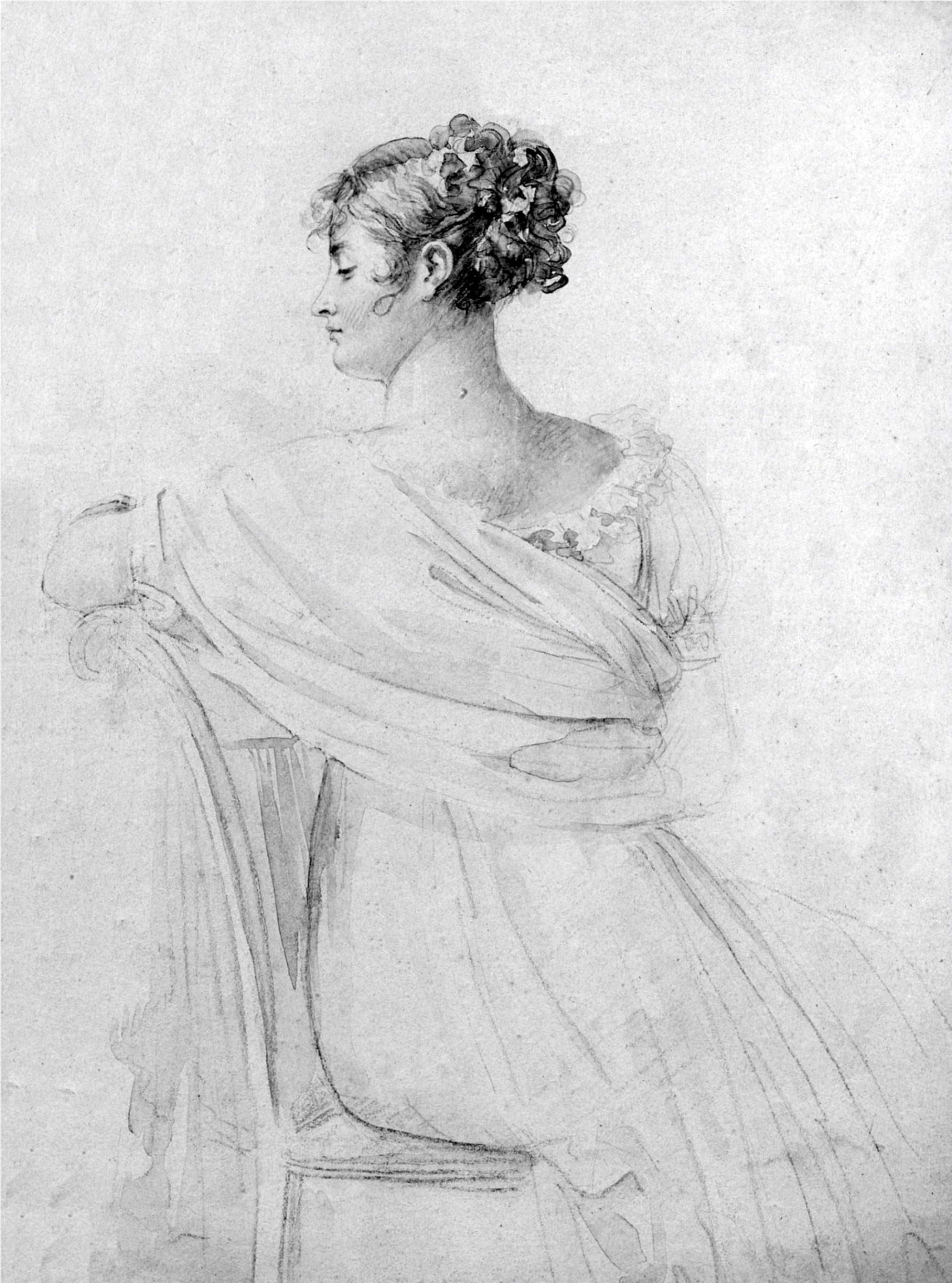
Ф. Жерар. Портрет мадам Рекам'є сидячи. Чорний олівець, розтушування, відтінення аквареллю
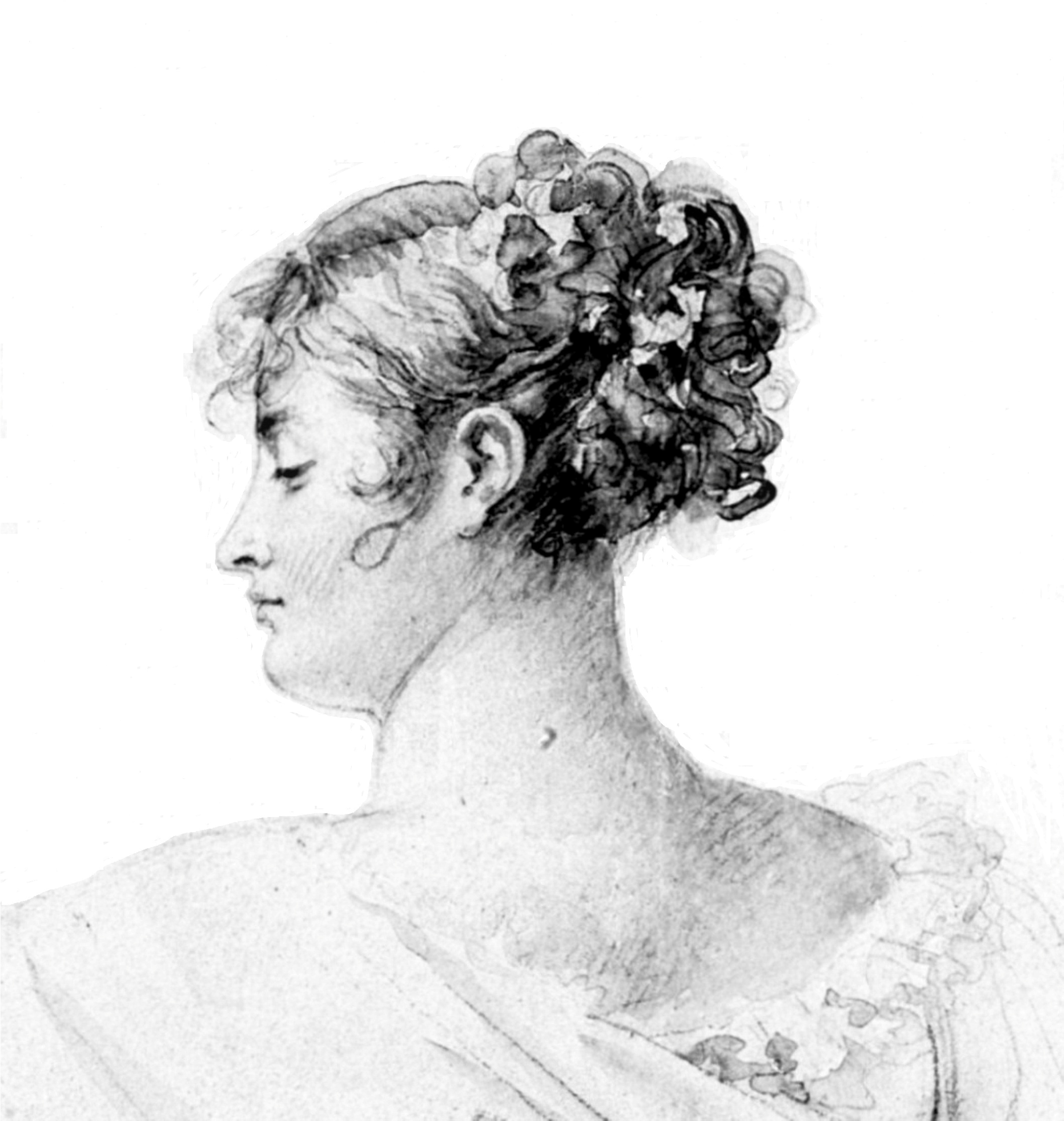
Ф. Жерар. Портрет мадам Рекам'є сидячи. Фрагмент
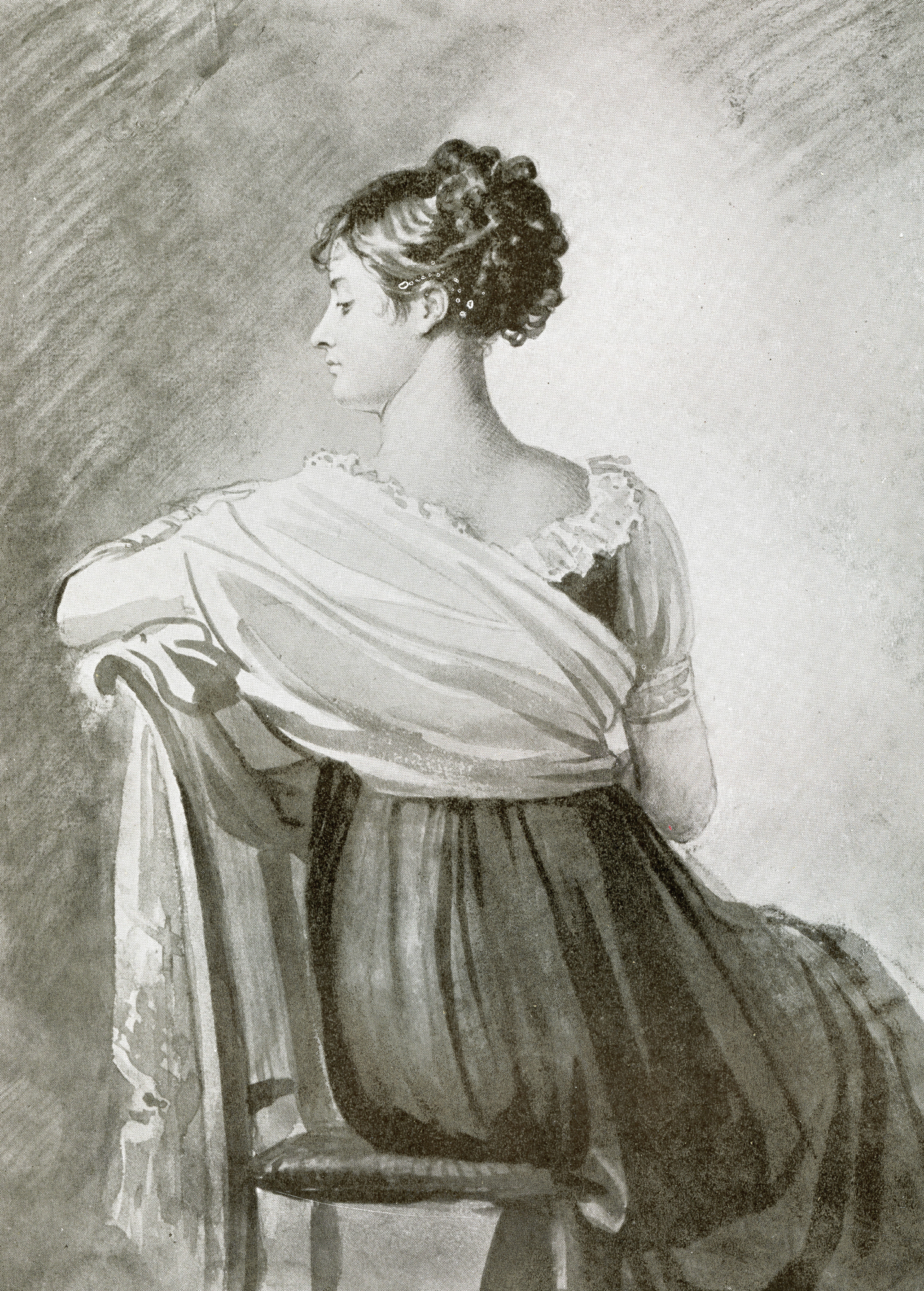
Ф. Жерар. Портрет мадам Рекам'є сидячи. Інша версія портрету, що належала спочатку моделі, потім її племінниці Амелі і її чоловікові професору Шарлю Ленорману

### Гравюри
Жульєтта Рекам'є зображена на кількох гравюрах.

Портрети Жульєтти Рекам'є.
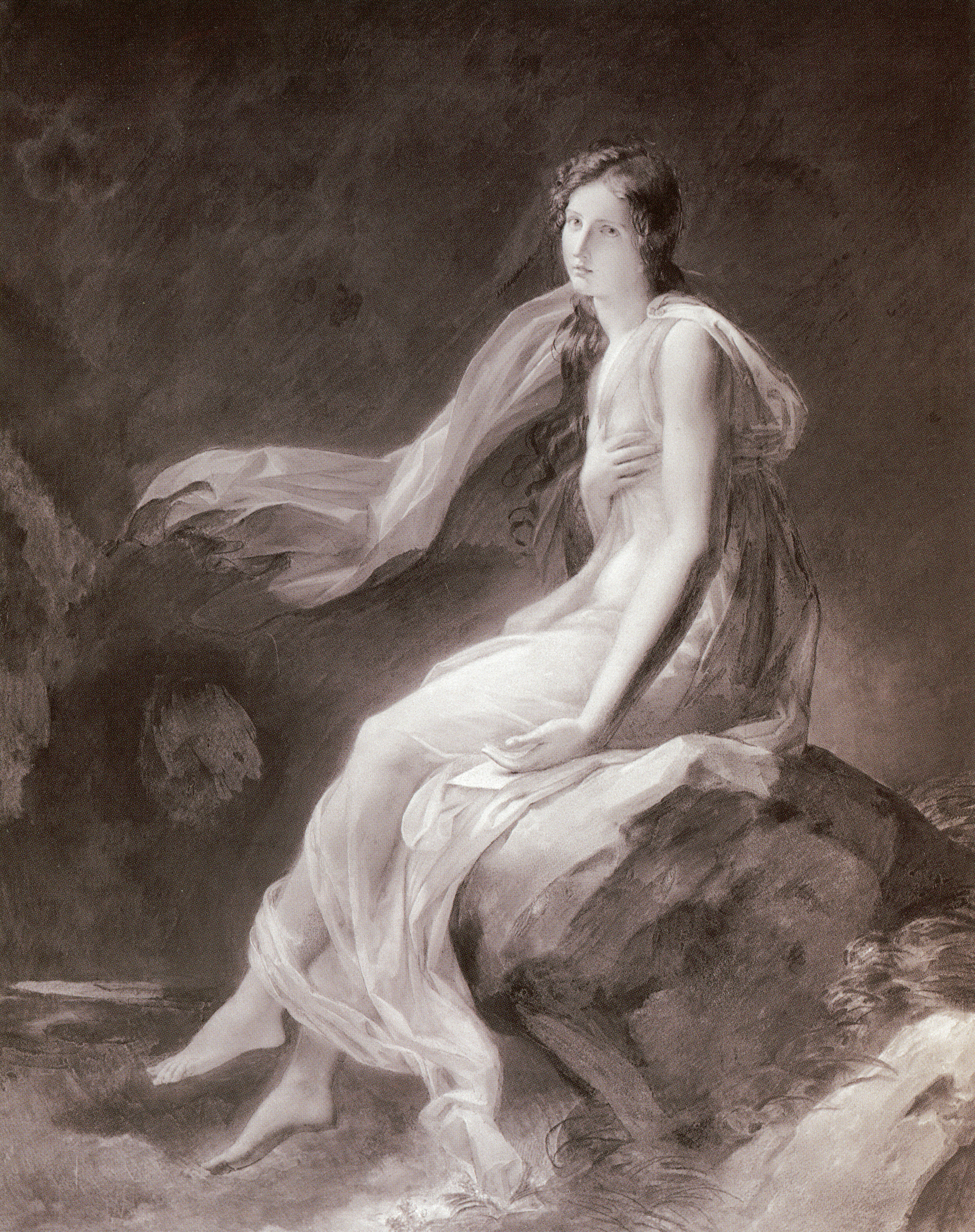
Жульєтта Рекам'є, гравюра за картиною Жана-Оноре Фрагонара 1800 року.
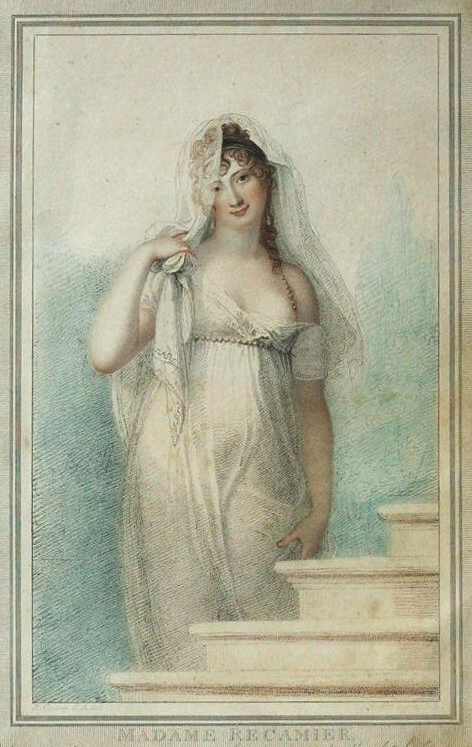
Жульєтта Рекам'є, Річард Косвей, початок XIX ст., малюнок.
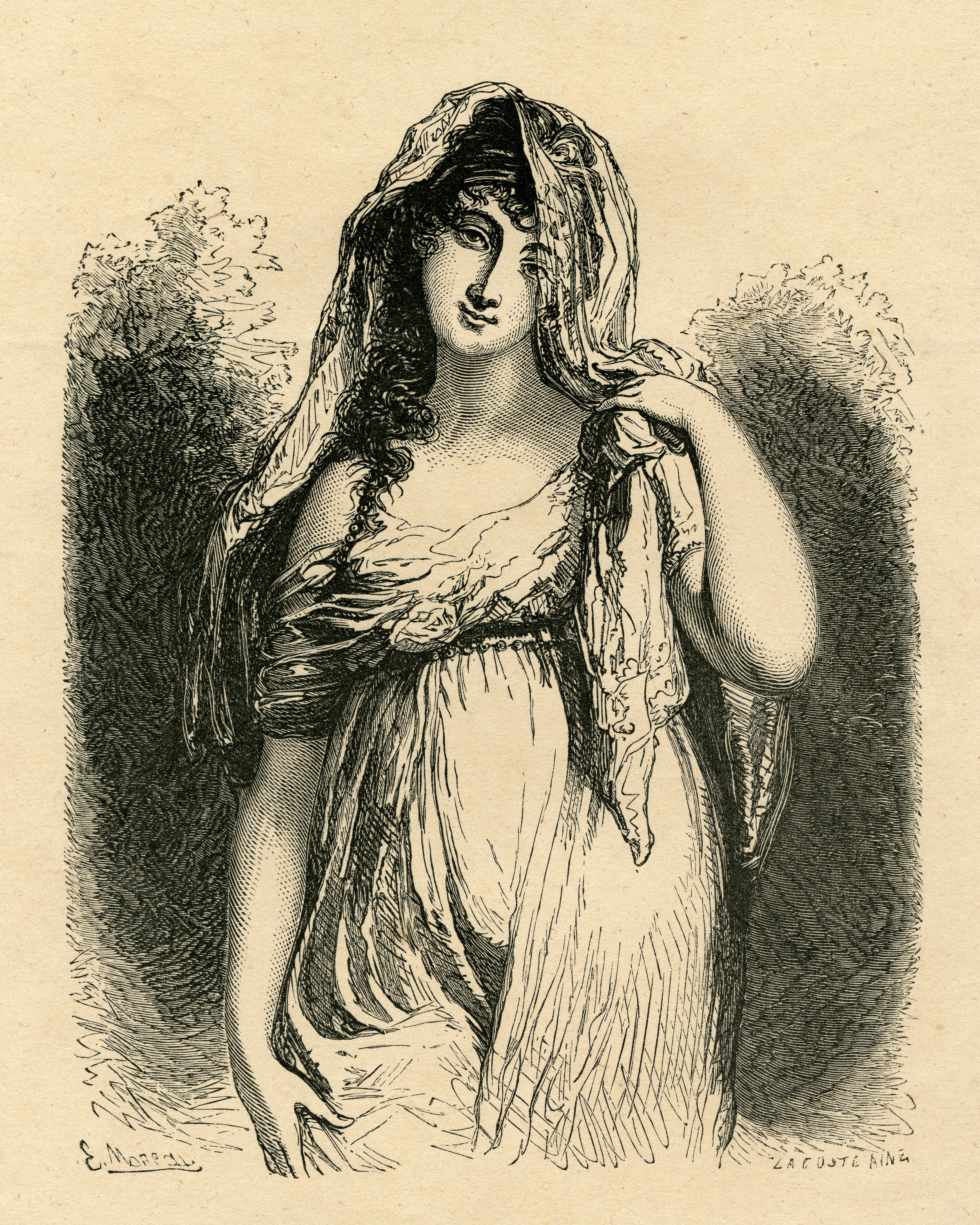
Жульєтта Рекам'є, гравюра Е. Моро за малюнком Р. Косвея, XIX ст.
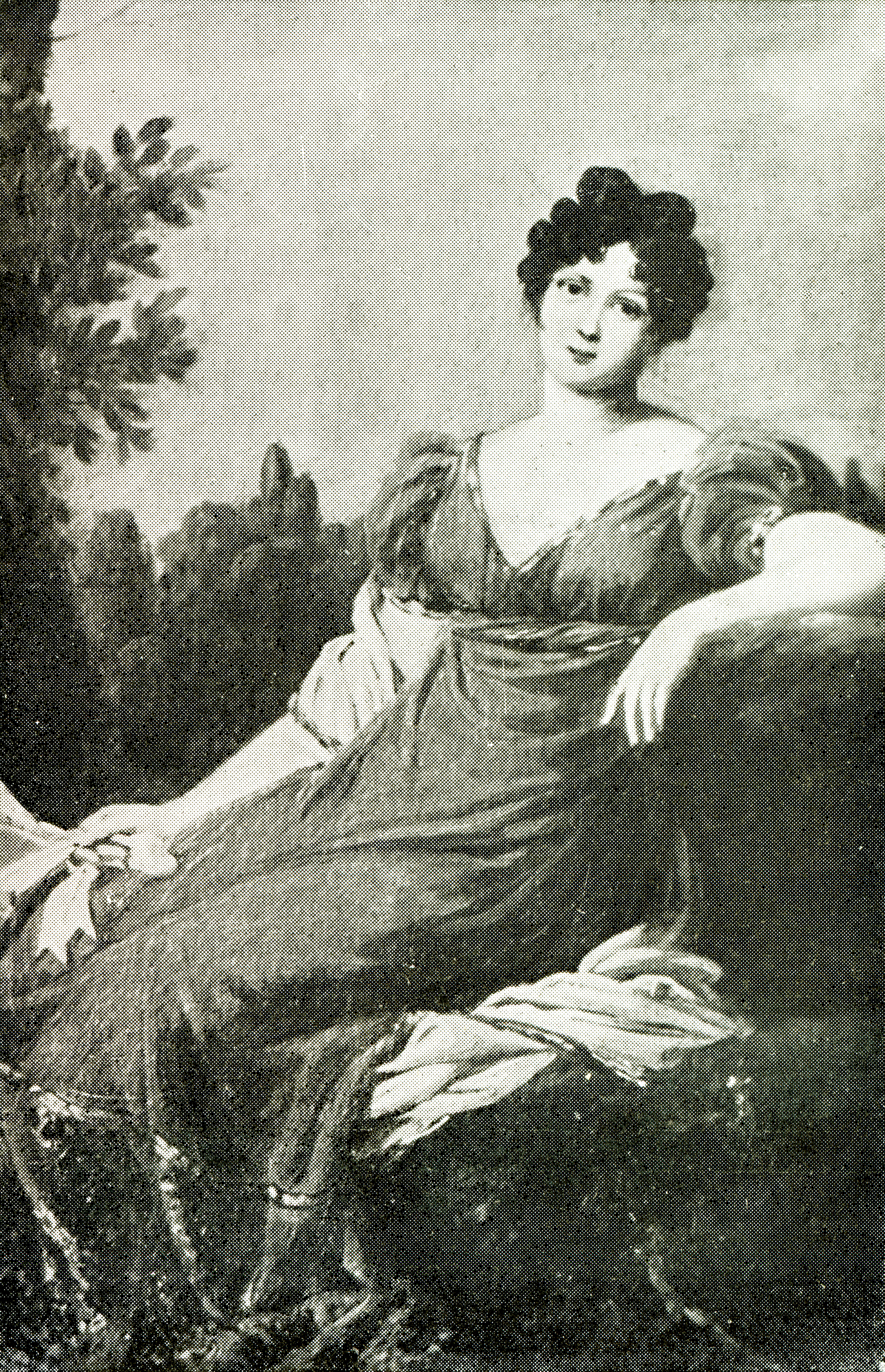
Жульєтта Рекам'є, Робер Лефевр, початок XIX ст., Канський музей красних мистецтв.
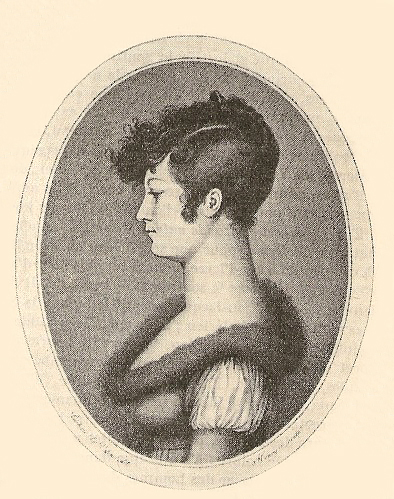
Жульєтта Рекам'є, малюнок Пульхерії Ніколь Едм Брюляр де Жанлі, графині де Валанс, бл. 1810.
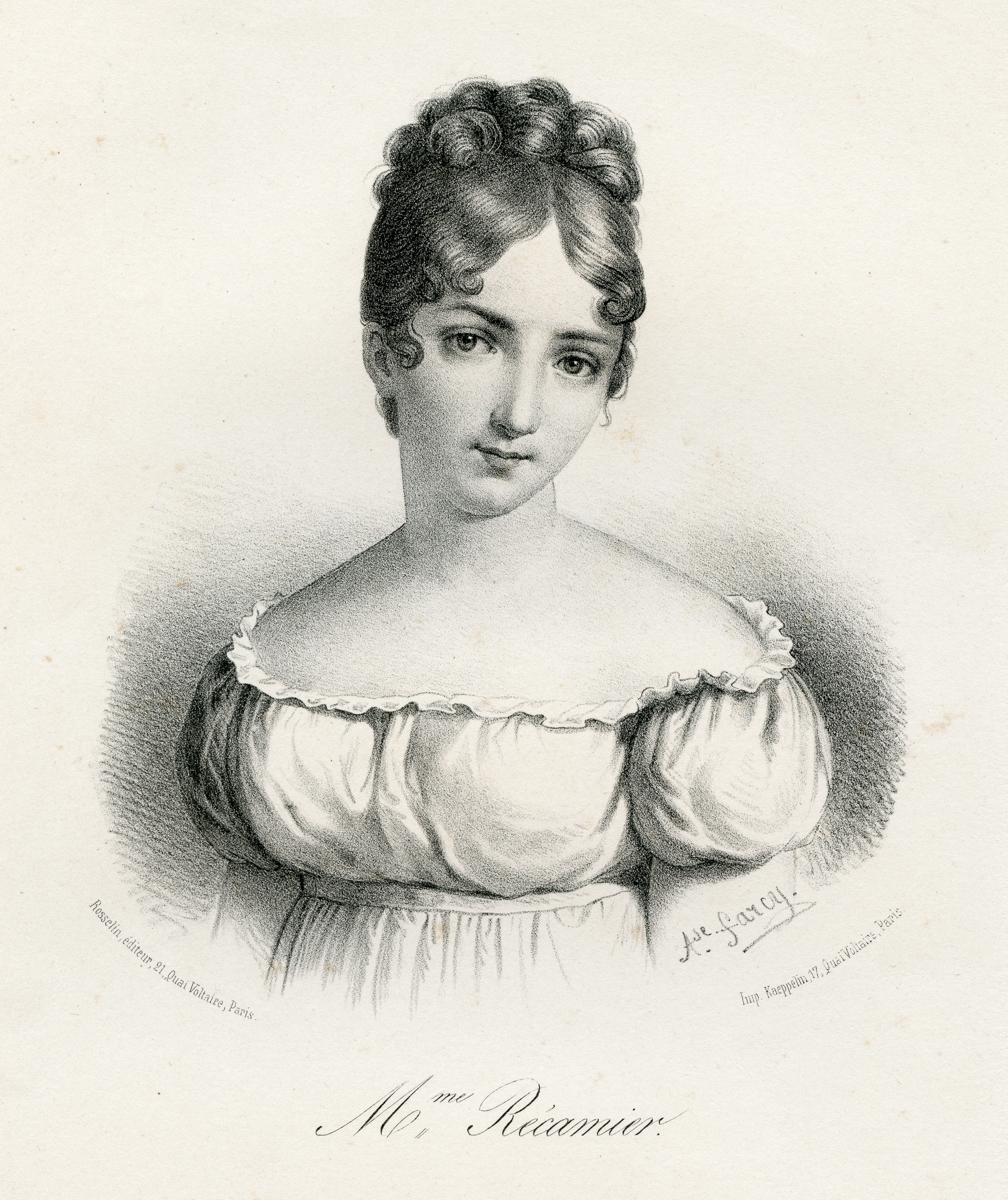
Жульєтта Рекам'є, малюнок Альфонса Фарсі, XIX ст.

### Скульптура

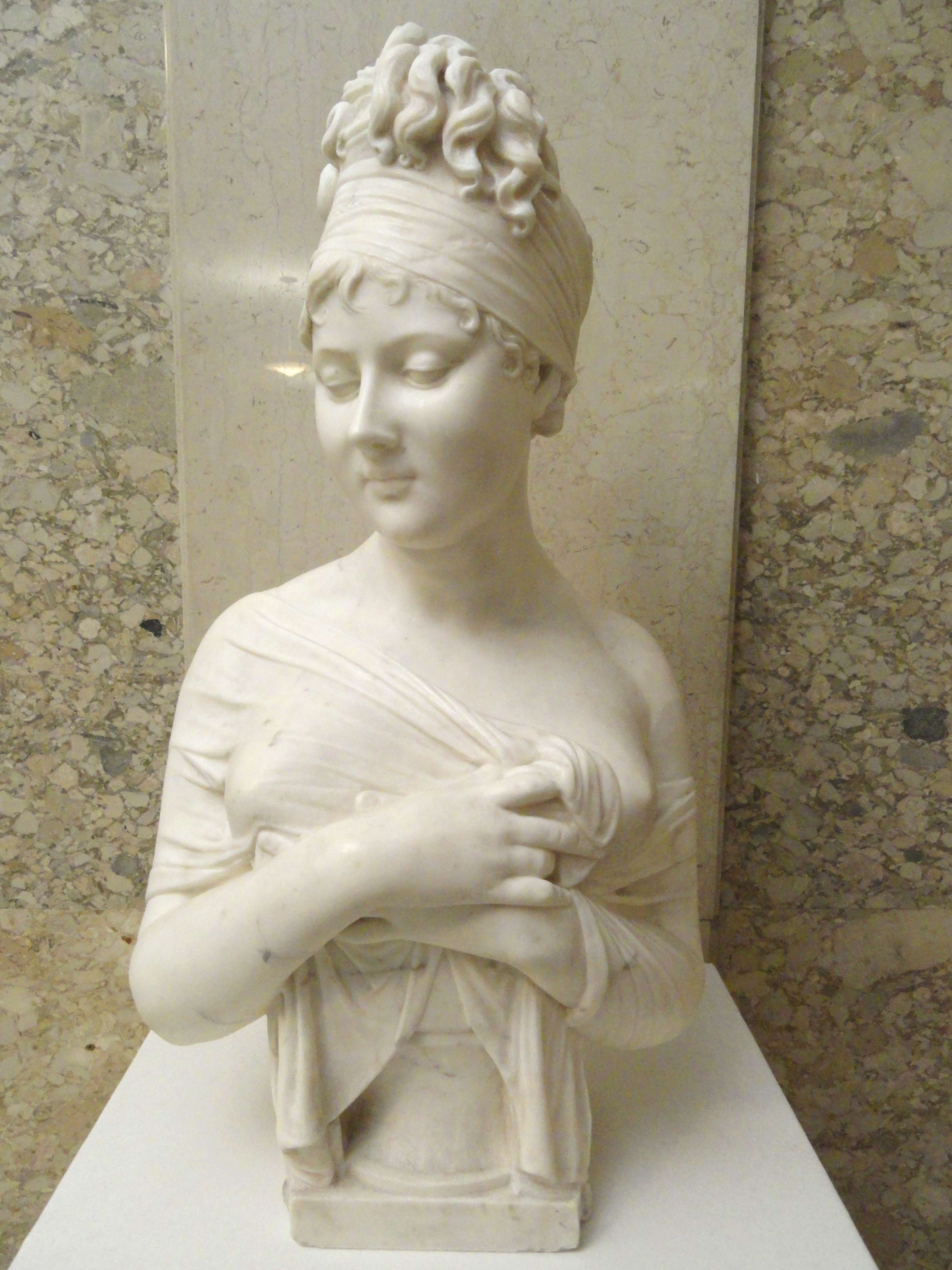
Мадам Рекам'є невідомий скульптор, за погруддям Ж. Шинара, XIX ст., Музей витончених мистецтв, Спрингфілд, Массачусетс.

Мадам Рекам'є в 1805—1806 рр. служила моделлю Жозефу Шинару та його учениці Клеманс Софі де Сермезі (Clémence Sophie de Sermézy).

Погруддя Жульєтти Рекам'є, між 1804 і 1808, роботи Жозефа Шинара, Музей красних мистецтв, Ліон
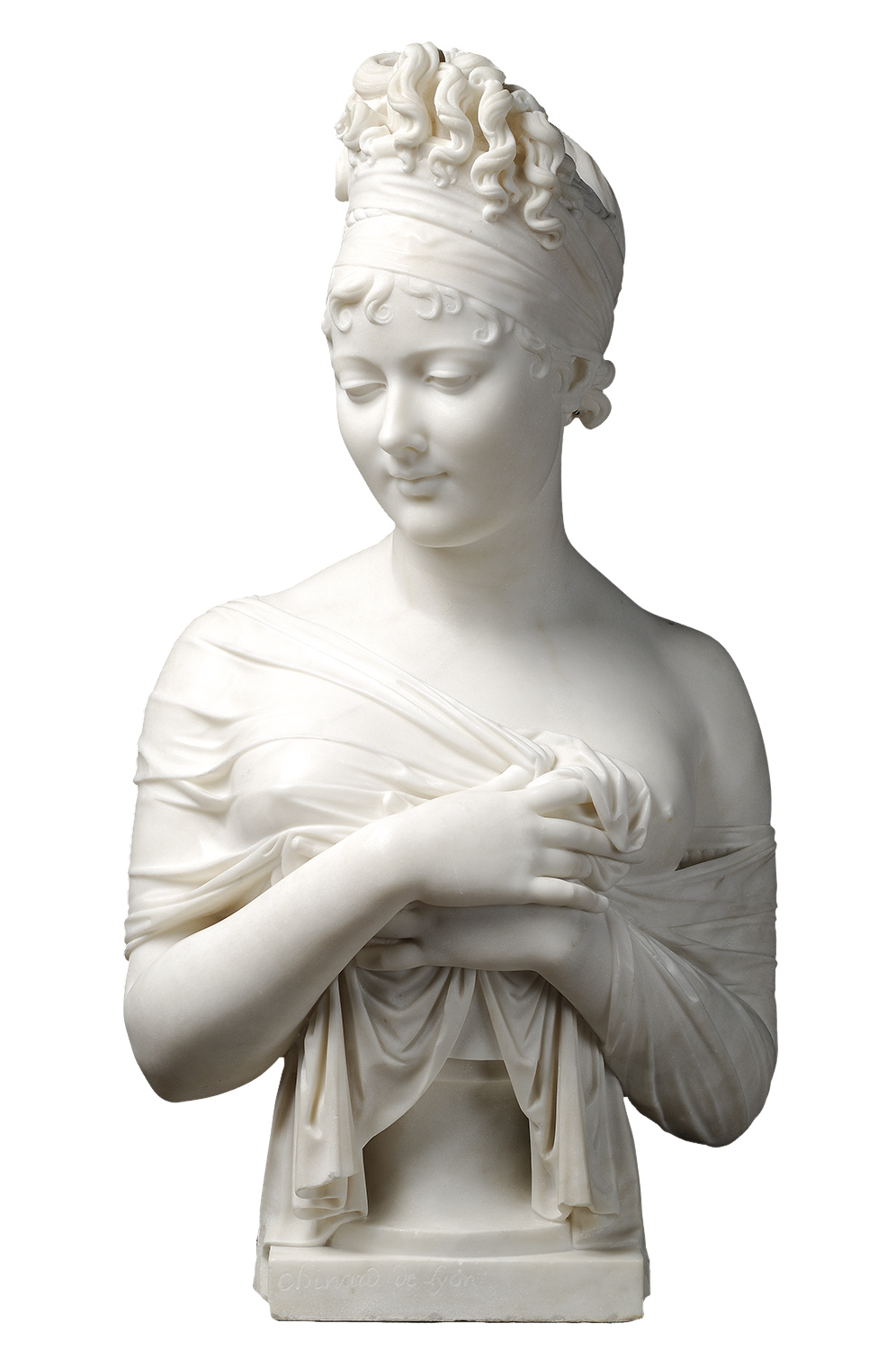
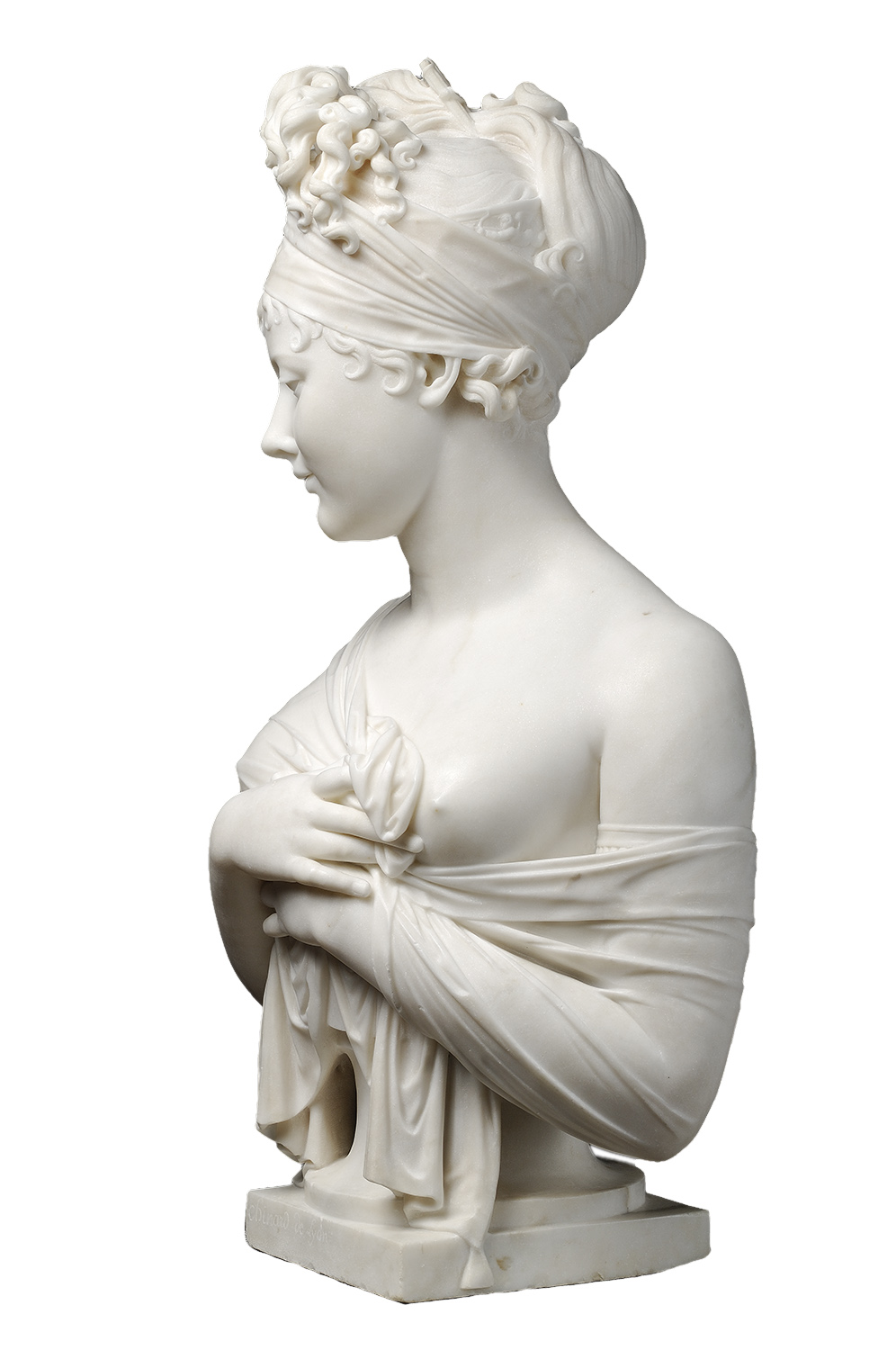
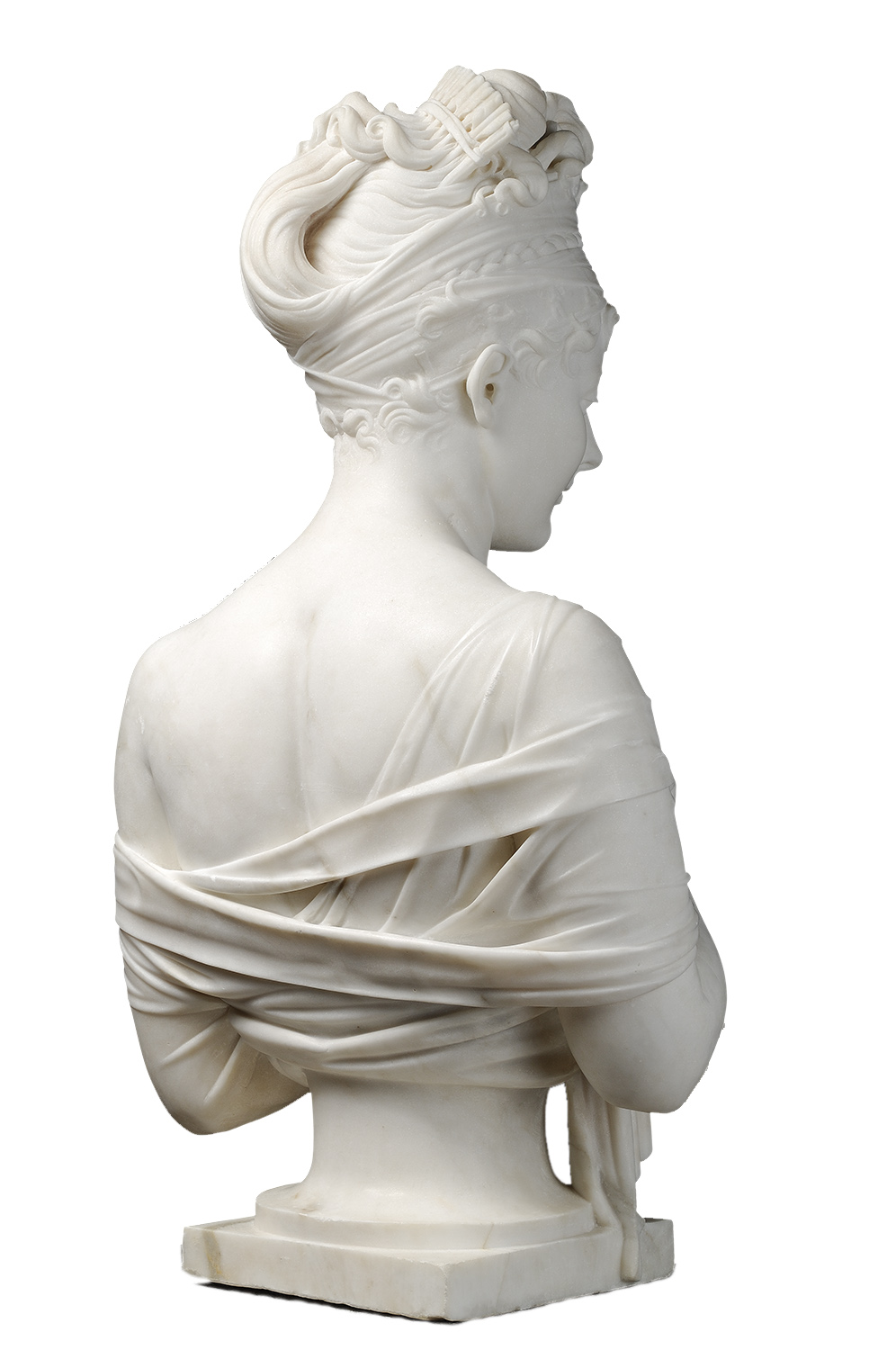
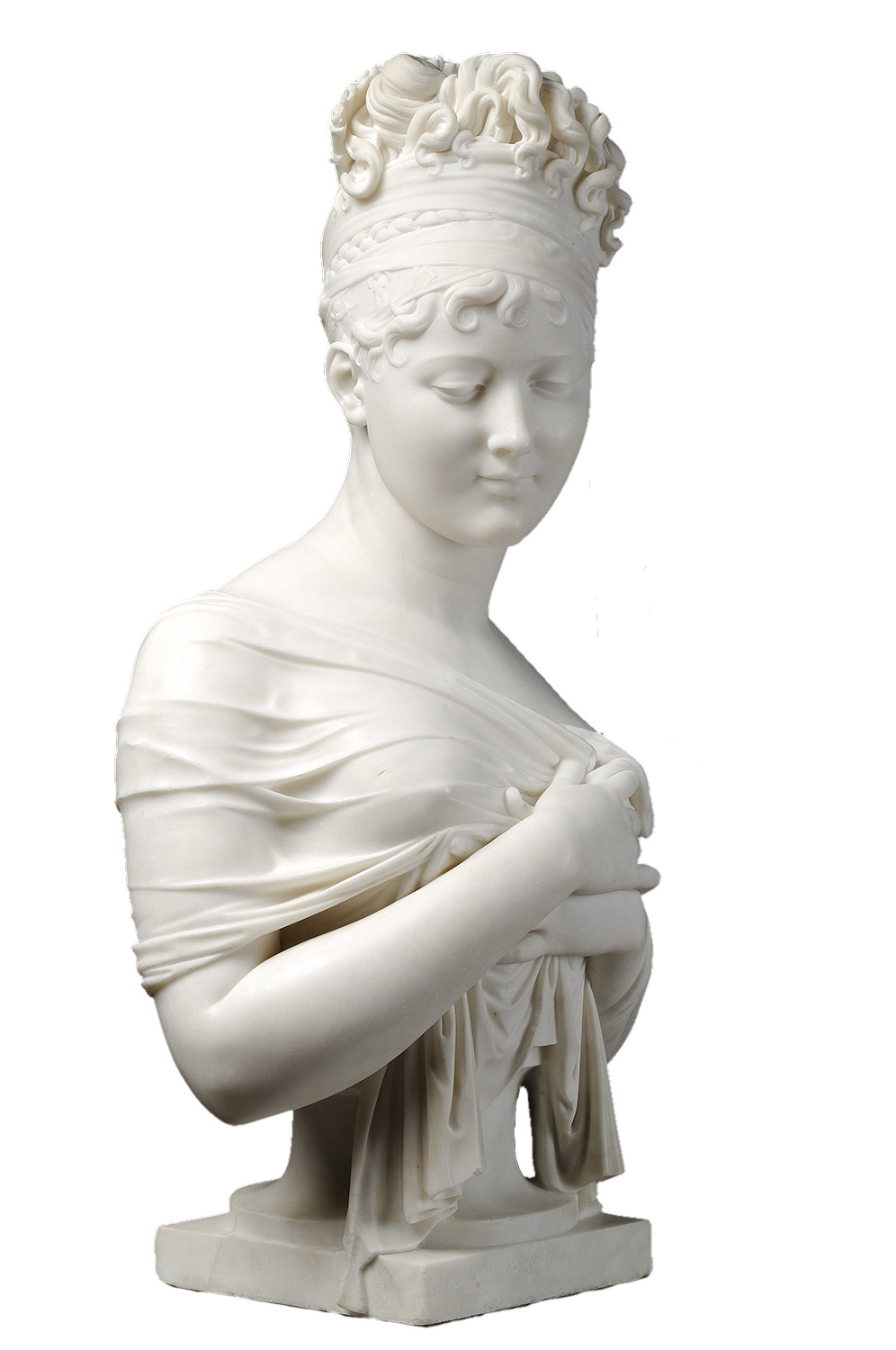

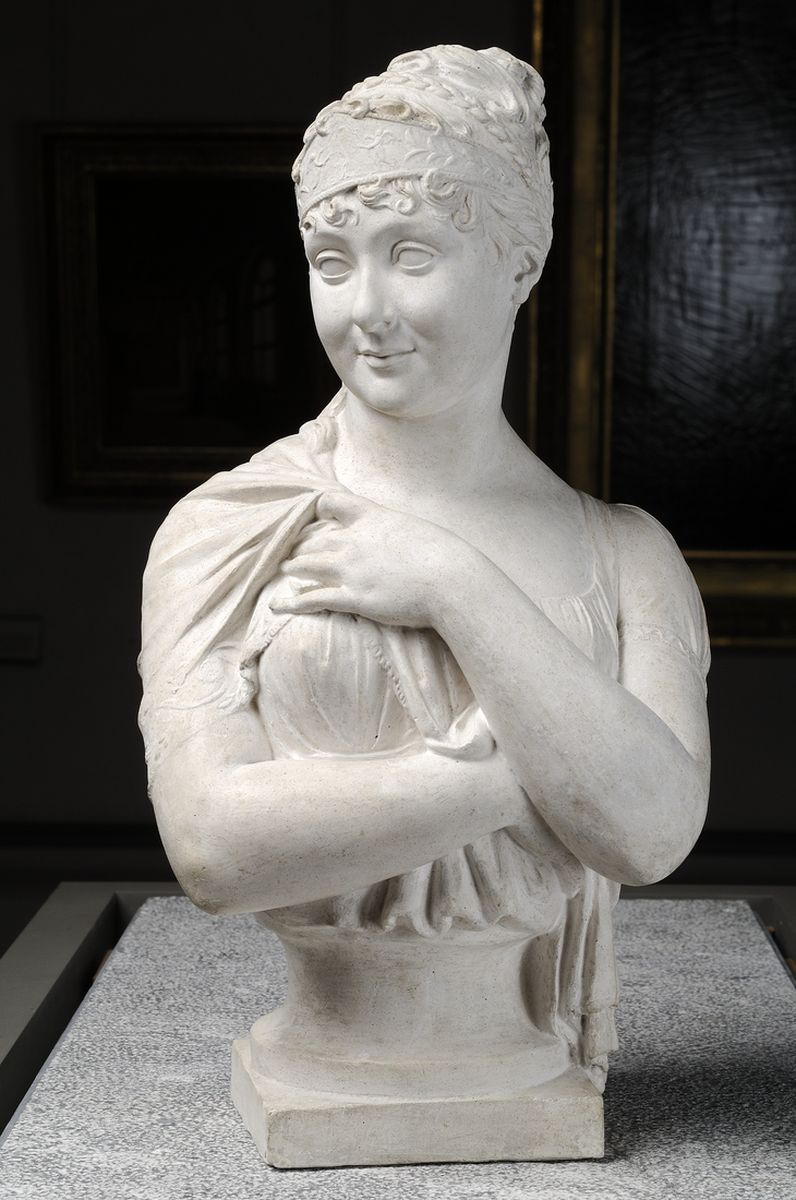
Жульєтта Рекам'є, Клеманс Софі де Сермезі, 1805 р. Музей витончених мистецтв, Ліон.
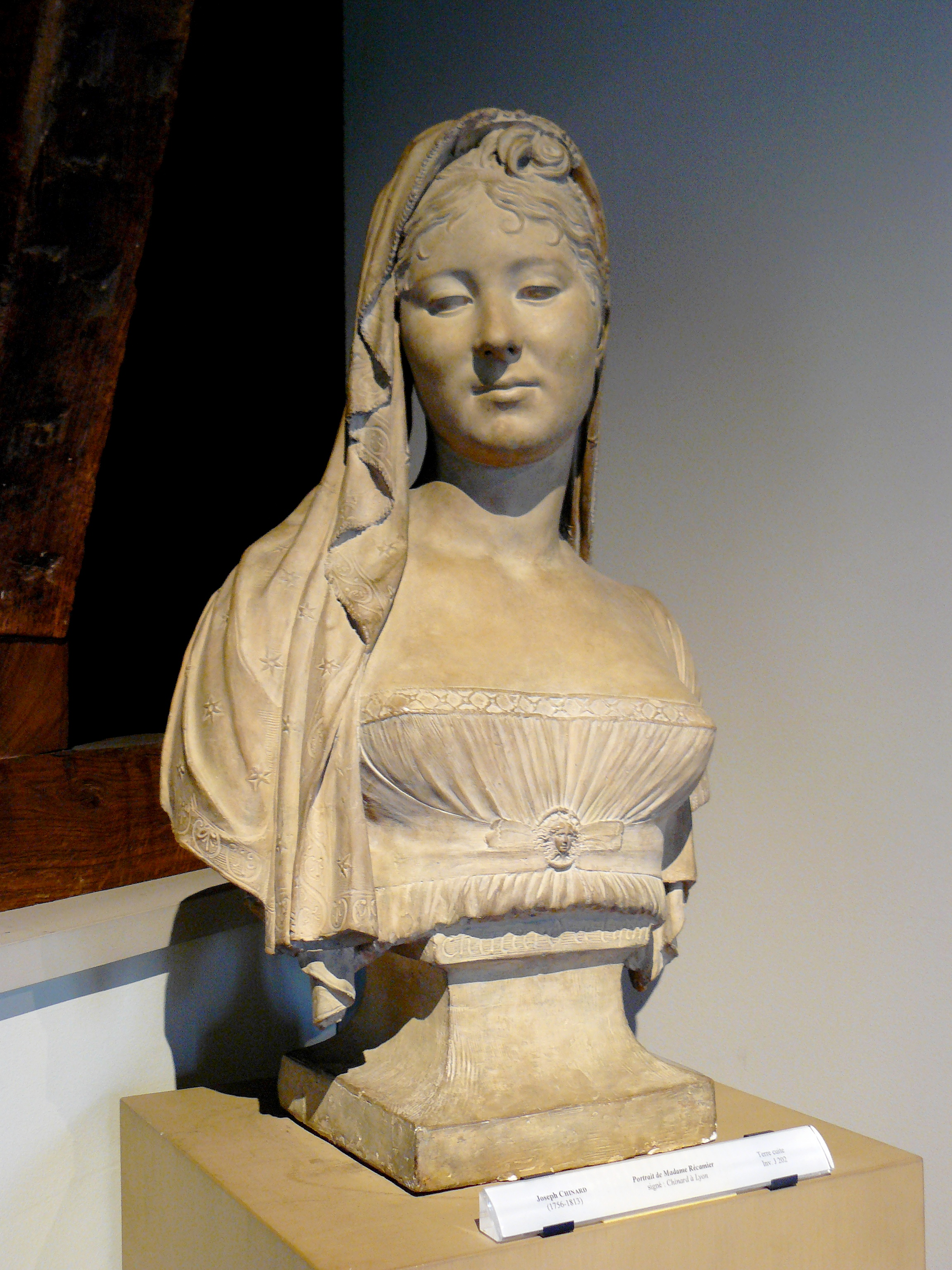
Мадам Рекам'є, скульптор Жозеф Шинар, Париж, музей Коньяк-Же.
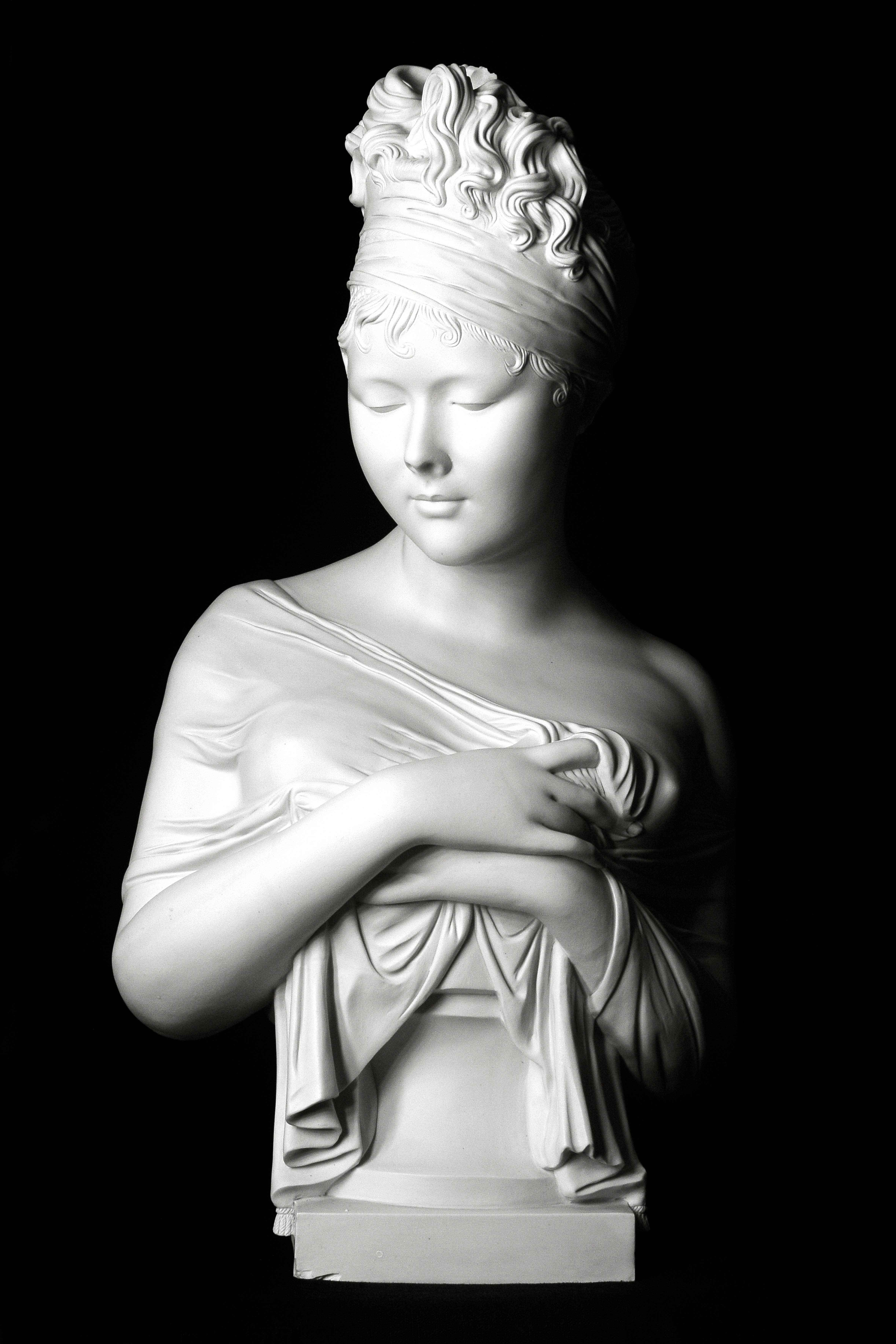
Погруддя Жульєтти Рекам'є, скульптор Жан-Антуан Гудон за скульптурою Ж. Шинара, севрська порцеляна (1890).

## Меблі
На честь мадам Рекам'є отримав назву різновид отоманки, який у французькій мові називається récamier чи récamière.
Меблевий гарнітур мадам Рекам'є виготовлений у 1799 році братами Жакоб для її особняка на вулиці Монблан у Парижі. Зараз «кімната мадам Рекам'є» експонується в Луврі.

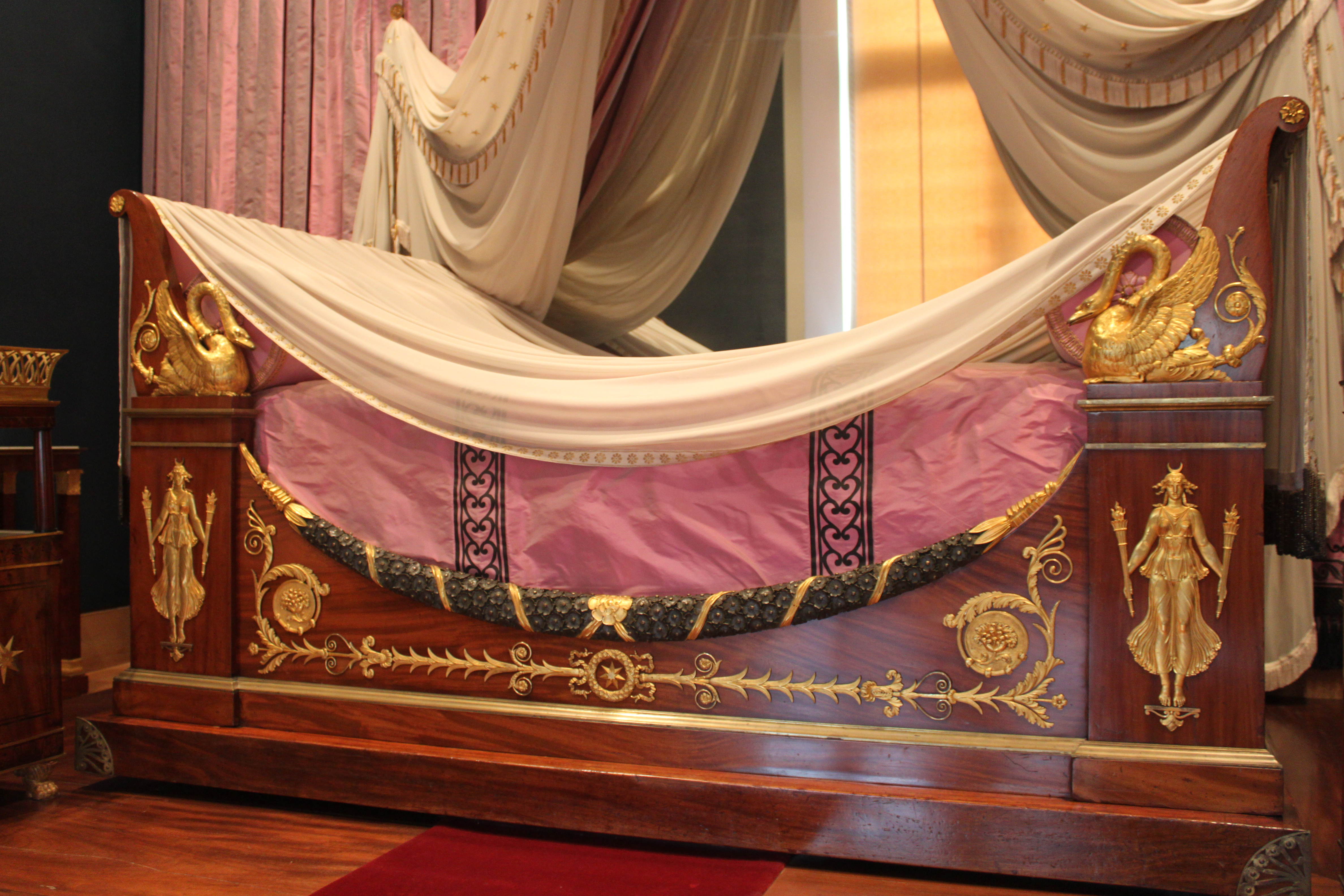
Ліжко. Червоне дерево, позолочена і патинована бронза.
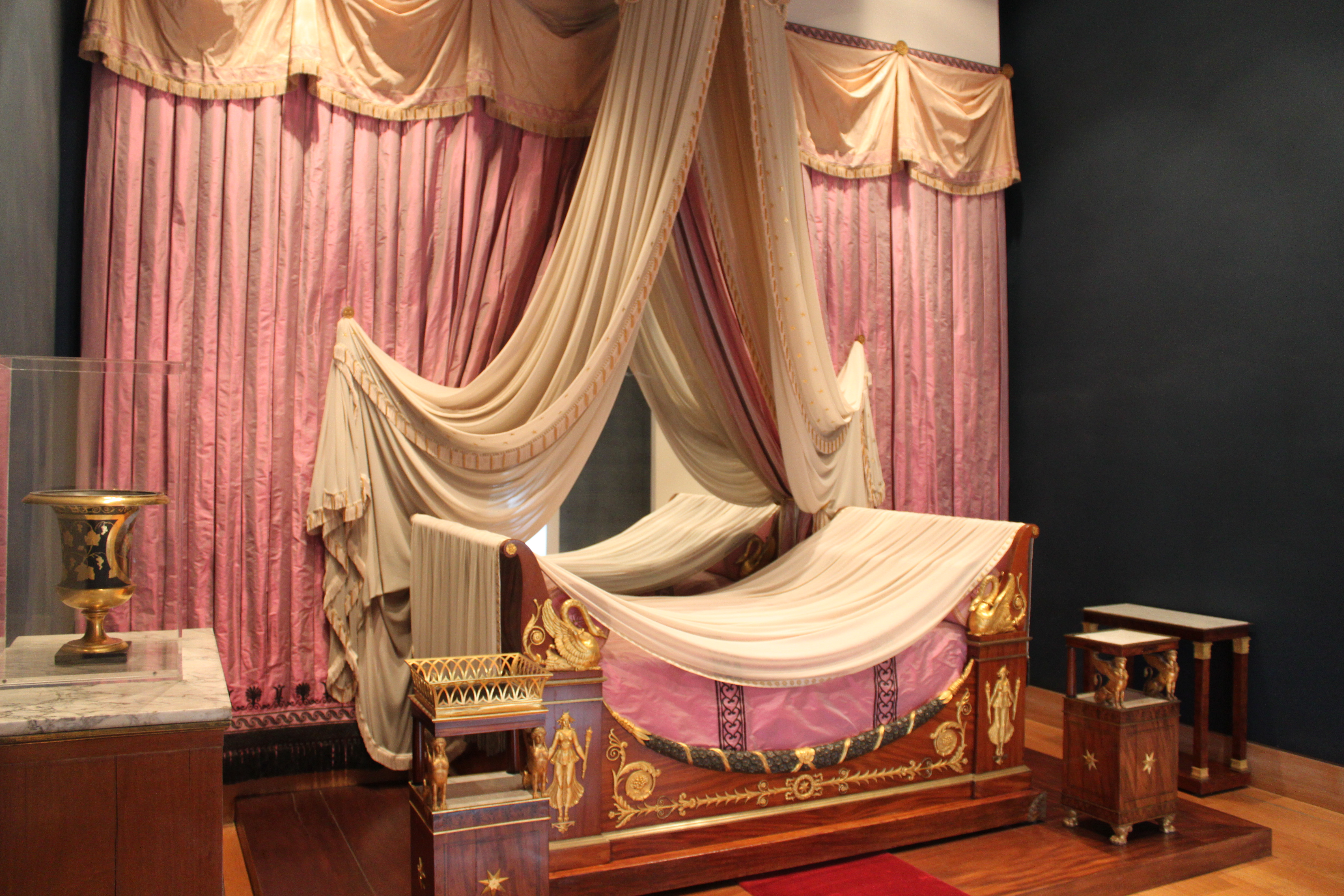
Загальний вигляд.
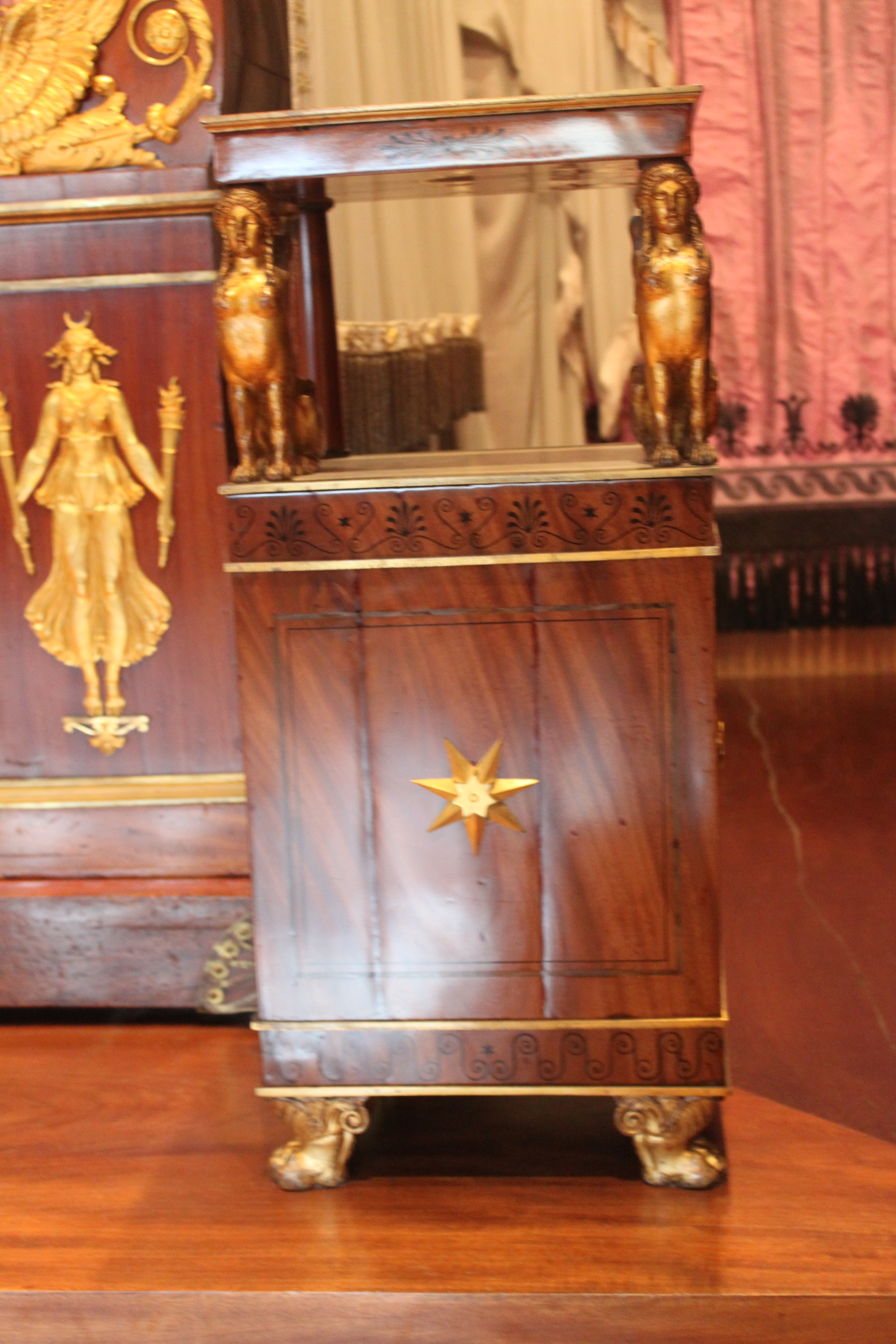
Нічний столик. Червоне і чорне дерево, мідь, позолочена бронза, мармур.
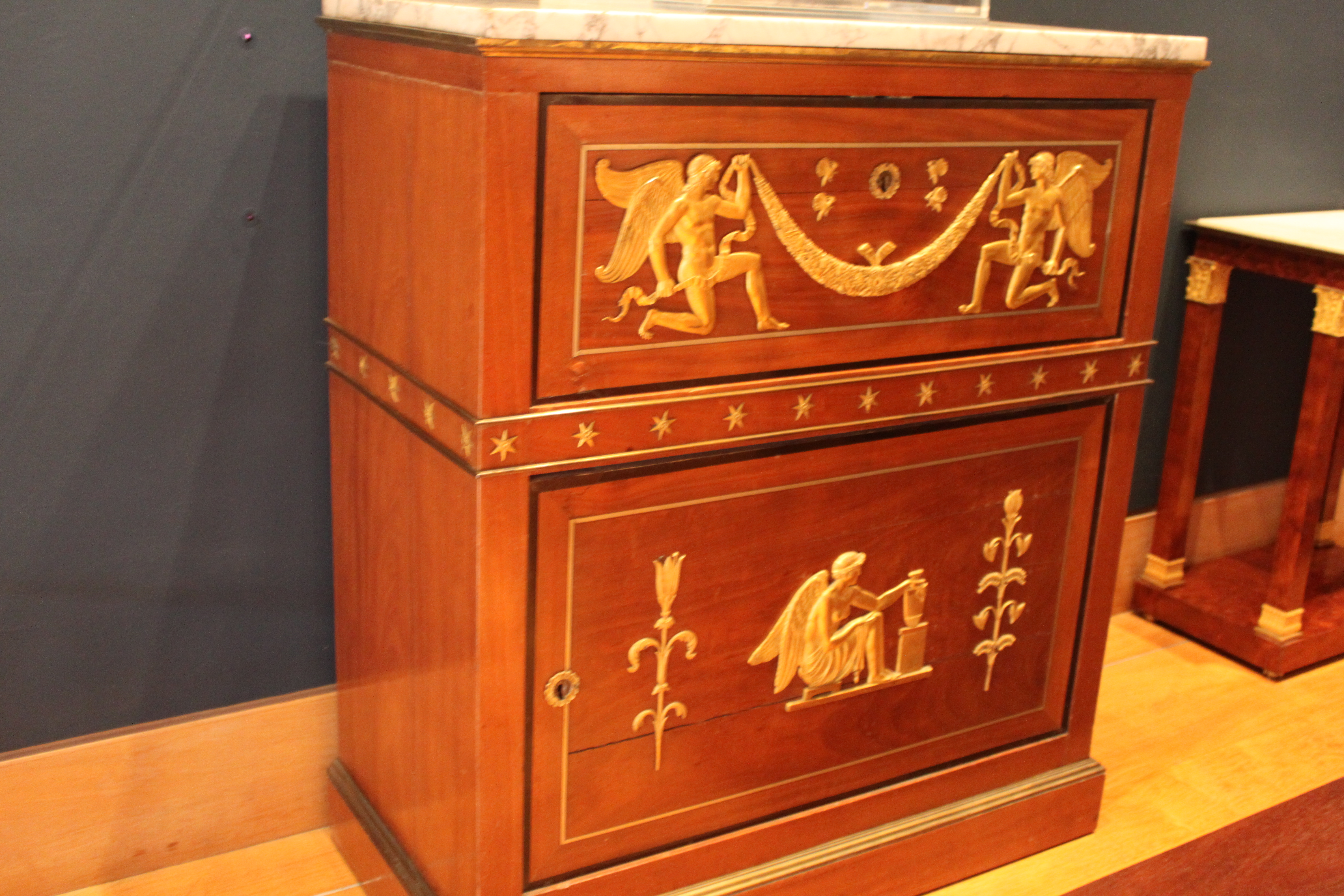
Секретер з відкидною кришкою. Червоне і чорне дерево, мідь, позолочена бронза, мармур.
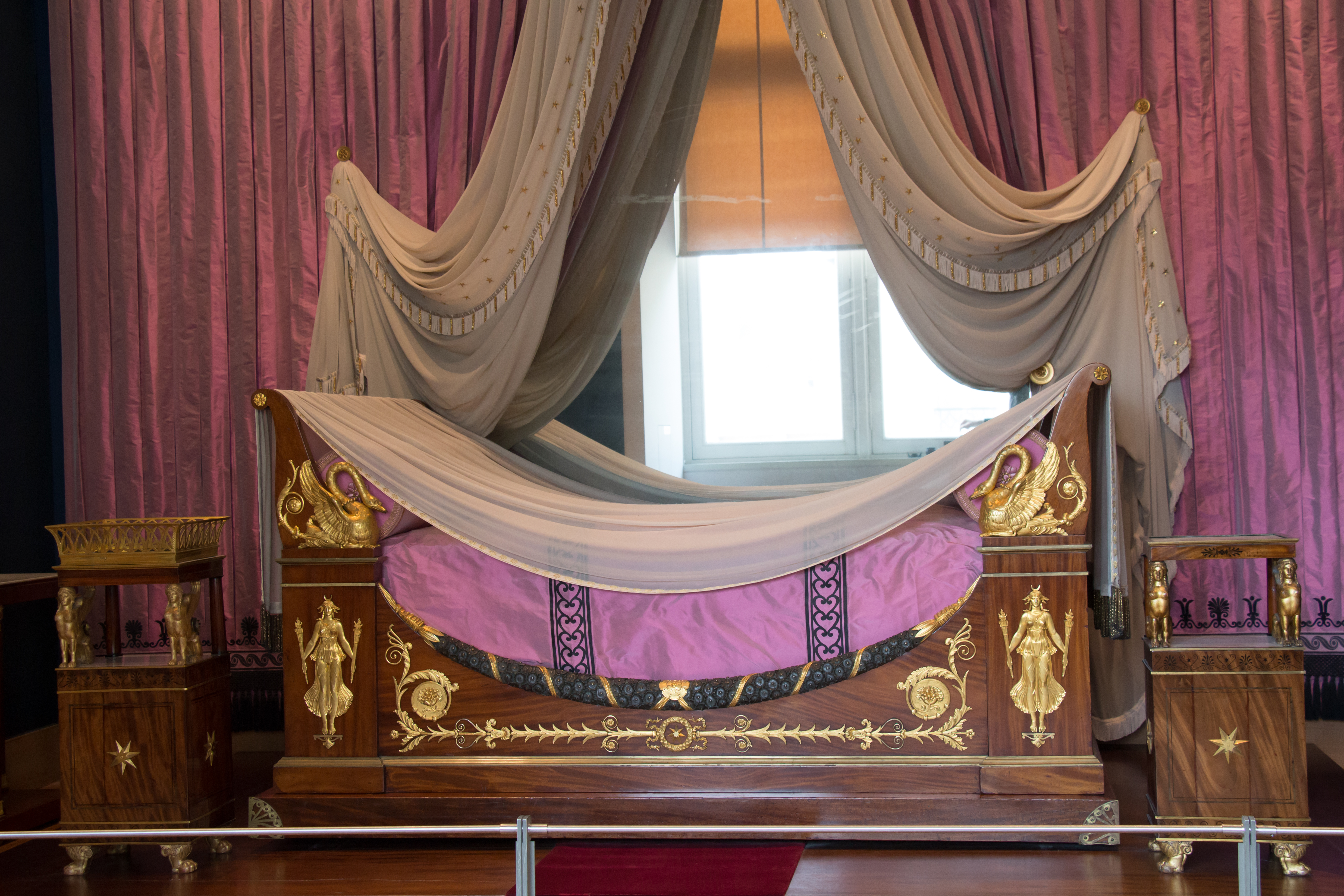
Ліжко, вигляд спереду